# Kvalifikacije za UEFA Europsku ligu 2010./11.
Kvalifikacije za UEFA Europsku ligu 2010./11. su započele 1. srpnja 2010. godine. Sastojale su se od tri runde: prvo, drugo i treće pretkolo. Nakon kvalifikacija slijedi razigravanje, pa sama završnica natjecanja.
U kvalifikacijama je sudjelovalo 160 momčadi zajedno s razigravanjem, podjeljene po različitim rundama.  U razigravanje (eng.: play-off) je prošlo ukupno 35 momčadi koje su prošle sve tri kvalifikacijske runde. U završnicu natjecanja je prošlo 37 momčadi pobjednika razigravanja, gdje su se pridružili gubitnicima play-offa Lige prvaka i branitelju naslova, Atlético Madridu. 
U svakoj kvalifikacijskoj rundi, momčadi se biraju prema UEFA koefcijentima.
Napomena:

Sve utakmice su prikazane u srednjoeuropskom vremenu (CEST)

## Prvo pretkolo
| Prva momčad        | Rez.   | Druga momčad     | 1. ut. | 2. ut.    |
| ------------------ | ------ | ---------------- | ------ | --------- |
| UE Santa Coloma    | 0:5    | Mogren           | 0:3    | 0:2       |
| Olimpija           | 0:5    | Široki Brijeg    | 0:2    | 0:3       |
| Anorthosis         | 4:0    | Banants          | 3:0    | 1:0       |
| Olimpia            | 1:1(g) | Khazar           | 0:0    | 1:1       |
| Šibenik            | 3:0    | Sliema Wanderers | 0:0    | 3:0       |
| Tobol              | 2:4    | Zrinjski         | 1:2    | 1:2       |
| Ulisses            | 0:1    | Bnei Yehuda      | 0:0    | 0:1       |
| Rabotnički         | 11:0   | Lusitanos        | 5:0    | 6:0       |
| KF Tirana          | 1:0    | Zalaegerszeg     | 0:0    | 1:0 (pr.) |
| Zestaponi          | 5:0    | Faetano          | 5:0    | 0:0       |
| NSÍ Runavík        | 1:4    | Gefle            | 0:2    | 1:2       |
| Torpedo Zhodino    | 6:1    | Fylkir           | 3:0    | 3:1       |
| Randers            | 7:3    | F91 Dudelange    | 6:1    | 1:2       |
| Portadown          | 2:1    | Skonto           | 1:1    | 1:0       |
| TPS                | 7:1    | Port Talbot Town | 3:1    | 4:0       |
| KR Reykjavík       | 5:2    | Glentoran        | 3:0    | 2:2       |
| Grevenmacher       | 4:5    | Dundalk          | 3:3    | 1:2       |
| Kalmar FF          | 4:0    | EB/Streymur      | 1:0    | 3:0       |
| Llanelli           | 4:5    | Tauras Tauragė   | 2:2    | 2:3 (pr.) |
| Narva Trans        | 0:7    | MYPA             | 0:2    | 0:5       |
| Zeta               | 1:1(g) | Dacia            | 1:1    | 0:0       |
| Laçi               | 2:8    | Dnepr Mogilev    | 1:1    | 1:7       |
| Shakhter Karaganda | 1:3    | Ruch Chorzów     | 1:2    | 0:1       |
| Dinamo Tbilisi     | 2:1    | Flora            | 2:1    | 0:0       |
| Nitra              | 3:5    | Győri ETO        | 2:2    | 1:3       |
| Qarabağ            | 5:2    | Metalurg Skopje  | 4:1    | 1:1       |

### Prve utakmice
| 1. srpnja 2010. 16:00 |             |                    |                                                                                    |
| Tobol                 | 1 : 2       | Zrinjski           | Centralni stadion, Kostanay Broj gledatelja: 6 500 Sudac: Dawid Piasecki (Poljska) |
| Zhumaskaliyev 13'     | (izvještaj) | Dragičević 53' 82' | Centralni stadion, Kostanay Broj gledatelja: 6 500 Sudac: Dawid Piasecki (Poljska) |

| 1. srpnja 2010. 16:00 |             |             |                                                                                |
| Ulisses               | 0 : 0       | Bnei Yehuda | Hrazdan Stadium, Erevan Broj gledatelja: 2 000 Sudac: Lorenc Jemini (Albanija) |
|                       | (izvještaj) |             | Hrazdan Stadium, Erevan Broj gledatelja: 2 000 Sudac: Lorenc Jemini (Albanija) |

| 1. srpnja 2010. 16:00                  |             |            |                                                                                    |
| Dinamo Tbilisi                         | 2 : 1       | Flora      | Stadion Boris Paichadze, Tbilisi Broj gledatelja: 2 500 Sudac: Eli Hacmon (Izrael) |
| Kakhelishvili 22' Khmaladze 63' (pen.) | (izvještaj) | Dupikov 9' | Stadion Boris Paichadze, Tbilisi Broj gledatelja: 2 500 Sudac: Eli Hacmon (Izrael) |

| 1. srpnja 2010. 16:30 |             |               |                                                                                        |
| Laçi                  | 1 : 1       | Dnepr Mogilev | Stadiumi Niko Dovana, Durrës1 Broj gledatelja: 2 000 Sudac: Igor Pristovnik (Hrvatska) |
| Marashi 45+1'         | (izvještaj) | Turlin 90+2'  | Stadiumi Niko Dovana, Durrës1 Broj gledatelja: 2 000 Sudac: Igor Pristovnik (Hrvatska) |

| 1. srpnja 2010. 17:00                              |             |           |                                                                                    |
| Rabotnički                                         | 5 : 0       | Lusitanos | Philip II Arena, Skopje Broj gledatelja: 800 Sudac: Ionut Marius Avram (Rumunjska) |
| Zé Carlos 24' Wandeir 35' Silva 55' 56' Muarem 60' | (izvještaj) |           | Philip II Arena, Skopje Broj gledatelja: 800 Sudac: Ionut Marius Avram (Rumunjska) |

| 1. srpnja 2010. 17:00 |             |                                |                                                                                    |
| Narva Trans           | 0 : 2       | MYPA                           | A. Le Coq Arena, Tallinn2 Broj gledatelja: 150 Sudac: Nikola Dabanović (Crna Gora) |
|                       | (izvještaj) | Votinov 47' Gorškov 53' (a.g.) | A. Le Coq Arena, Tallinn2 Broj gledatelja: 150 Sudac: Nikola Dabanović (Crna Gora) |

| 1. srpnja 2010. 17:00 |             |                                 |                                                                                          |
| Shakhter Karaganda    | 1 : 2       | Ruch Chorzów                    | Shakhtyor Stadion, Karagandy Broj gledatelja: 10 000 Sudac: Gerhard Grobelnik (Austrija) |
| Ðidić 7'              | (izvještaj) | Janoszka 45+1' Grzyb 48' (pen.) | Shakhtyor Stadion, Karagandy Broj gledatelja: 10 000 Sudac: Gerhard Grobelnik (Austrija) |

| 1. srpnja 2010. 17:30 |             |              |                                                                                             |
| KF Tirana             | 0 : 0       | Zalaegerszeg | Qemal Stafa Stadium, Tirana3 Broj gledatelja: 1 854 Sudac: Raymond Crangle (Sjeverna Irska) |
|                       | (izvještaj) |              | Qemal Stafa Stadium, Tirana3 Broj gledatelja: 1 854 Sudac: Raymond Crangle (Sjeverna Irska) |

| 1. srpnja 2010. 17:30              |             |        |                                                                               |
| Torpedo Zhodino                    | 3 : 0       | Fylkir | Torpedo Stadion, Zhodino Broj gledatelja: 2 500 Sudac: Jan Valasek (Slovačka) |
| Kryvobok 52' Ogar 59' Kantsavy 66' | (izvještaj) |        | Torpedo Stadion, Zhodino Broj gledatelja: 2 500 Sudac: Jan Valasek (Slovačka) |

| 1. srpnja 2010. 17:30 |             |          |                                                                                   |
| Zeta                  | 1 : 1       | Dacia    | Gradski stadion, Nikšić4 Broj gledatelja: 1 500 Sudac: Vusal Aliyev (Azerbajdžan) |
| Z. Peličić 77' (pen.) | (izvještaj) | Orbu 39' | Gradski stadion, Nikšić4 Broj gledatelja: 1 500 Sudac: Vusal Aliyev (Azerbajdžan) |

| 1. srpnja 2010. 18:00 |             |        |                                                                                         |
| Olimpia               | 0 : 0       | Khazar | Zimbru Stadion, Kišinjev5 Broj gledatelja: 5 800 Sudac: Vladims Direktorenko (Letonija) |
|                       | (izvještaj) |        | Zimbru Stadion, Kišinjev5 Broj gledatelja: 5 800 Sudac: Vladims Direktorenko (Letonija) |

| 1. srpnja 2010. 18:00                                    |             |         |                                                                                           |
| Zestafoni                                                | 5 : 0       | Faetano | Stadion David Abashidze, Zestafoni Broj gledatelja: 3 900 Sudac: Vlado Glodjović (Srbija) |
| Gelashvili 20' (pen.) 23' Dvali 22' 64' Gorgiashvili 90' | (izvještaj) |         | Stadion David Abashidze, Zestafoni Broj gledatelja: 3 900 Sudac: Vlado Glodjović (Srbija) |

| 1. srpnja 2010. 18:00       |             |                  |                                                                             |
| TPS                         | 3 : 1       | Port Talbot Town | Veritas Stadion, Turku Broj gledatelja: 1 405 Sudac: Marcin Szulc (Poljska) |
| Riku Riski 24' 35' Wusu 30' | (izvještaj) | Rose 70'         | Veritas Stadion, Turku Broj gledatelja: 1 405 Sudac: Marcin Szulc (Poljska) |

| 1. srpnja 2010. 18:00 |             |              |                                                                                  |
| Nitra                 | 2 : 2       | Győri ETO    | Štadión pod Zoborom, Nitra Broj gledatelja: 2 560 Sudac: Marios Stamatis (Cipar) |
| Tóth 13' Sloboda 80'  | (izvještaj) | Kink 38' 58' | Štadión pod Zoborom, Nitra Broj gledatelja: 2 560 Sudac: Marios Stamatis (Cipar) |

| 1. srpnja 2010. 18:00                                |             |                  |                                                                                        |
| Qarabağ                                              | 4 : 1       | Metalurg Skopje  | Tofik Bakhramov Stadium, Baku6 Broj gledatelja: 6 000 Sudac: István Kovács (Rumunjska) |
| Sadygov 26' Ismayilov 45' Imamaliev 84' Adamia 90+2' | (izvještaj) | Simonovski 90+4' | Tofik Bakhramov Stadium, Baku6 Broj gledatelja: 6 000 Sudac: István Kovács (Rumunjska) |

| 1. srpnja 2010. 18:30 |             |                  | |
| Šibenik               | 0 : 0       | Sliema Wanderers | Stadion Hrvatski vitezovi, Dugopolje7 Broj gledatelja: 2 000 Sudac: Markus Strömbergsson (Švedska) |
|                       | (izvještaj) |                  | Stadion Hrvatski vitezovi, Dugopolje7 Broj gledatelja: 2 000 Sudac: Markus Strömbergsson (Švedska) |

| 1. srpnja 2010. 19:00 |             |                                      | |
| UE Santa Coloma       | 0 : 3       | Mogren                               | Camp d'Esports del M.I. Consell General, Andorra la Vella8 Broj gledatelja: 450 Sudac: Ioannis Anastasiou (Cipar) |
|                       | (izvještaj) | Grbić 14' Čulafić 83' Ćetković 90+3' | Camp d'Esports del M.I. Consell General, Andorra la Vella8 Broj gledatelja: 450 Sudac: Ioannis Anastasiou (Cipar) |

| 1. srpnja 2010. 19:00             |             |         |                                                                                             |
| Anorthosis                        | 3 : 0       | Banants | Stadion Antonis Papadopoulos, Larnaca Broj gledatelja: 7 300 Sudac: Steven McLean (Škotska) |
| Katsavakis 23' Okkas 31' Cafú 64' | (izvještaj) |         | Stadion Antonis Papadopoulos, Larnaca Broj gledatelja: 7 300 Sudac: Steven McLean (Škotska) |

| 1. srpnja 2010. 19:00                                                     |             |                      |                                                                                         |
| Randers                                                                   | 6 : 1       | F91 Dudelange        | Essex Park Randers, Randers Broj gledatelja: 3 068 Sudac: Pavle Radovanović (Crna Gora) |
| Sane 16' Movsisyan 17' 90' Olsen 33' Pedersen 47' (pen.) Brock-Madsen 88' | (izvještaj) | Benzouien 49' (pen.) | Essex Park Randers, Randers Broj gledatelja: 3 068 Sudac: Pavle Radovanović (Crna Gora) |

| 1. srpnja 2010. 19:30 |             |               |                                                                                |
| Portadown             | 1 : 1       | Skonto        | Shamrock Park, Portadown Broj gledatelja: 571 Sudac: Domagoj Vuckov (Hrvatska) |
| Lecky 38'             | (izvještaj) | Laizāns 90+3' | Shamrock Park, Portadown Broj gledatelja: 571 Sudac: Domagoj Vuckov (Hrvatska) |

| 1. srpnja 2010. 19:30                           |             |                                                |                                                                                                  |
| Grevenmacher                                    | 3 : 3       | Dundalk                                        | Stade Josy Barthel, Luxembourg9 Broj gledatelja: 731 Sudac: Emir Alecković (Bosna i Hercegovina) |
| Heinz 63' Gabriel Pereira 73' Jorge Almeida 76' | (izvještaj) | Kudozović 26' Hatswell 51' Benichou 80' (a.g.) | Stade Josy Barthel, Luxembourg9 Broj gledatelja: 731 Sudac: Emir Alecković (Bosna i Hercegovina) |

| 1. srpnja 2010. 20:00 |             |                |                                                                              |
| NSÍ Runavík           | 0 : 2       | Gefle          | Gundadalur, Tórshavn10 Broj gledatelja: 370 Sudac: Nerijus Dunauskas (Litva) |
|                       | (izvještaj) | Gerndt 34' 60' | Gundadalur, Tórshavn10 Broj gledatelja: 370 Sudac: Nerijus Dunauskas (Litva) |

| 1. srpnja 2010. 20:05   |             |                |                                                                              |
| Llanelli                | 2 : 2       | Tauras Tauragė | Stebonheath Park, Llanelli Broj gledatelja: 556 Sudac: Luc Wouters (Belgija) |
| Thomas 17' S. Jones 47' | (izvještaj) | Kižys 9'       | Stebonheath Park, Llanelli Broj gledatelja: 556 Sudac: Luc Wouters (Belgija) |

| 1. srpnja 2010. 20:45 |             |                         |                                                                                         |
| Olimpija              | 0 : 2       | Široki Brijeg           | Športni park Domžale, Domžale11 Broj gledatelja: 1 700 Sudac: Olivier Thual (Francuska) |
|                       | (izvještaj) | Wagner 45+1' Renato 68' | Športni park Domžale, Domžale11 Broj gledatelja: 1 700 Sudac: Olivier Thual (Francuska) |

| 1. srpnja 2010. 21:00 |             |             |                                                                                   |
| Kalmar FF             | 1 : 0       | EB/Streymur | Fredriksskans, Kalmar Broj gledatelja: 1 082 Sudac: Stefano Podeschi (San Marino) |
| Ricardo Santos 79'    | (izvještaj) |             | Fredriksskans, Kalmar Broj gledatelja: 1 082 Sudac: Stefano Podeschi (San Marino) |

| 1. srpnja 2010. 21:15                       |             |           |                                                                                  |
| KR Reykjavík                                | 3 : 0       | Glentoran | KR-völlur, Reykjavík Broj gledatelja: 813 Sudac: Sergey Tsinkevich (Bjelorusija) |
| Gunnarsson 12' Finnbogason 32' Takefusa 62' | (izvještaj) |           | KR-völlur, Reykjavík Broj gledatelja: 813 Sudac: Sergey Tsinkevich (Bjelorusija) |

Bilješke
- 1 Igrano u Durrësu na stadionu Niko Dovana jer Laçijev Stadiumi Laçi nema UEFA licencu.
- 2 Igrano u Tallinnu na A. Le Coq Areni jer Narva Transov stadion Narva Kreenholmi nema UEFA licencu.
- 3 Igrano u Tirani na stadionu Qemal Stafa jer Tiranin stadion Selman Stërmasi nema UEFA licencu.
- 4 Igrano u Nikšiću na Gradskom stadionu jer Zetin stadion Trešnjica nema UEFA licencu.
- 5 Igrano u Kišinjevu na Zimbru Stadionu jer Olimpijin stadion Olimpia Bălţi nema UEFA licencu.
- 6 Igrano u Bakuu na stadionu Tofik Bakhramov jer Qarabağov Olimpijski stadion Guzanli nema UEFA licencu.
- 7 Igrano u Dugopolju na stadionu Hrvatski vitezovi jer Šibenikov Stadion Šubićevac nema UEFA licencu.
- 8 Igrano u Andorra la Velli na Camp d'Esports del M.I. Consell Generalu jer se na Estadi Comunal d'Aixovallu mijenjao travnjak za to vrijeme. Zbog situacije, došlo je do dodjele rezultata od 3:0 za Birkirkaru protiv Santa Colome u prvom pretkolu Lige prvaka.
- 9 Igrano u Luxembourgu na Stade Josy Barthelu jer Grevenmacherov Op Flohr Stadion nema UEFA licencu.
- 10 Igrano u Tórshavnu na Gundadaluru jer NSÍ Runavíkov stadion Runavík nema UEFA licencu.
- 11 Igrano u Domžalama na Športni park Domžale jer Olimpijin ŽŠD Stadion nema UEFA licencu.

### Uzvratne utakmice
| 8. srpnja 2010. 17:00 |             |            |                                                                                      |
| Banants               | 0 : 1       | Anorthosis | Hanrapetakan Stadion, Erevan Broj gledatelja: 3 000 Sudac: Christof Virant (Belgija) |
|                       | (izvještaj) | Laban 37'  | Hanrapetakan Stadion, Erevan Broj gledatelja: 3 000 Sudac: Christof Virant (Belgija) |

| 8. srpnja 2010. 17:00       |             |                         | |
| Tauras Tauragė              | 3 : 2 (pr.) | Llanelli                | S. Darius and S. Girėnas Stadium, Kaunas12 Broj gledatelja: 350 Sudac: Goran Spirkoski (Makedonija) |
| Irha 17' 31' Regelskis 104' | (izvještaj) | Llewellyn 19' Bowen 36' | S. Darius and S. Girėnas Stadium, Kaunas12 Broj gledatelja: 350 Sudac: Goran Spirkoski (Makedonija) |

| 8. srpnja 2010. 17:00 |             |               |                                                                                |
| Metalurg Skopje       | 1 : 1       | Qarabağ       | Philip II Arena, Skopje13 Broj gledatelja: 860 Sudac: Andrij Šandor (Ukrajina) |
| Krstev 78'            | (izvještaj) | Imamaliev 69' | Philip II Arena, Skopje13 Broj gledatelja: 860 Sudac: Andrij Šandor (Ukrajina) |

| 8. srpnja 2010. 17:30     |             |                 |                                                                                       |
| Mogren                    | 2 : 0       | UE Santa Coloma | Gradski stadion, Nikšić14 Broj gledatelja: 200 Sudac: David Kharitonashvili (Gruzija) |
| Ćulafić 18' Gluščević 20' | (izvještaj) |                 | Gradski stadion, Nikšić14 Broj gledatelja: 200 Sudac: David Kharitonashvili (Gruzija) |

| 8. srpnja 2010. 17:30 |             |                                  |                                                                                      |
| Sliema Wanderers      | 0 : 3       | Šibenik                          | Nacionalni stadion, Ta' Qali Broj gledatelja: 480 Sudac: Alan Black (Sjeverna Irska) |
|                       | (izvještaj) | Medvid 64' Jakoliš 73' Bulat 89' | Nacionalni stadion, Ta' Qali Broj gledatelja: 480 Sudac: Alan Black (Sjeverna Irska) |

| 8. srpnja 2010. 17:45 |             |                |                                                                                |
| Flora                 | 0 : 0       | Dinamo Tbilisi | A. Le Coq Arena, Tallinn Broj gledatelja: 632 Sudac: Jurij Mosejčuk (Ukrajina) |
|                       | (izvještaj) |                | A. Le Coq Arena, Tallinn Broj gledatelja: 632 Sudac: Jurij Mosejčuk (Ukrajina) |

| 8. srpnja 2010. 18:00 |             |            |                                                                                                |
| Khazar                | 1 : 1       | Olimpia    | Lankaran City Stadion, Lankaran Broj gledatelja: 11 250 Sudac: Vital Sevatsyanik (Bjelorusija) |
| Lalín 78'             | (izvještaj) | Robens 14' | Lankaran City Stadion, Lankaran Broj gledatelja: 11 250 Sudac: Vital Sevatsyanik (Bjelorusija) |

| 8. srpnja 2010. 18:00 |             |         |                                                                                       |
| Bnei Yehuda           | 1 : 0       | Ulisses | Bloomfield Stadion, Tel Aviv Broj gledatelja: 1 313 Sudac: Stephan Studer (Švicarska) |
| Menashe 45+1'         | (izvještaj) |         | Bloomfield Stadion, Tel Aviv Broj gledatelja: 1 313 Sudac: Stephan Studer (Švicarska) |

| 8. srpnja 2010. 18:00 |             |           |                                                                             |
| Skonto                | 0 : 1       | Portadown | Skonto Stadion, Riga Broj gledatelja: 7 433 Sudac: Vladimir Vnuk (Slovačka) |
|                       | (izvještaj) | Lecky 29' | Skonto Stadion, Riga Broj gledatelja: 7 433 Sudac: Vladimir Vnuk (Slovačka) |

| 8. srpnja 2010. 18:00                                         |             |             |                                                                               |
| MYPA                                                          | 5 : 0       | Narva Trans | Saviniemi, Anjalankoski Broj gledatelja: 1 127 Sudac: Sergej Karasev (Rusija) |
| Ricketts 62' Äijälä 67' 74' Koljonen 77' Felipe Benevides 80' | (izvještaj) |             | Saviniemi, Anjalankoski Broj gledatelja: 1 127 Sudac: Sergej Karasev (Rusija) |

| 8. srpnja 2010. 18:00                                                     |             |            |                                                                                  |
| Dnepr Mogilev                                                             | 7 : 1       | Laçi       | Spartak Stadion, Mogilev Broj gledatelja: 3 500 Sudac: Vahan Minasyan (Armenija) |
| Bychenok 10' 80' Yurchenko 17' (pen.) 56' 81' Zyankovich 42' Chernykh 87' | (izvještaj) | Nimani 60' | Spartak Stadion, Mogilev Broj gledatelja: 3 500 Sudac: Vahan Minasyan (Armenija) |

| 8. srpnja 2010. 18:30        |             |               |                                                                                       |
| F91 Dudelange                | 2 : 1       | Randers       | Stade Jos Nosbaum, Dudelange Broj gledatelja: 636 Sudac: Thoroddur Hjaltalin (Island) |
| Caillet 37' Gruszczyński 67' | (izvještaj) | Lorentzen 17' | Stade Jos Nosbaum, Dudelange Broj gledatelja: 636 Sudac: Thoroddur Hjaltalin (Island) |

| 8. srpnja 2010. 18:30 |             |      |                                                                                          |
| Dacia                 | 0 : 0       | Zeta | Zimbru Stadion, Kišinjev15 Broj gledatelja: 6 200 Sudac: Alexandre Kostadinov (Bugarska) |
|                       | (izvještaj) |      | Zimbru Stadion, Kišinjev15 Broj gledatelja: 6 200 Sudac: Alexandre Kostadinov (Bugarska) |

| 8. srpnja 2010. 18:30                |             |           |                                             |
| Győri ETO                            | 3 : 1       | Nitra     | ETO Park, Győr Sudac: Matej Jug (Slovenija) |
| Aleksidze 22' Nicorec 60' Kink 90+2' | (izvještaj) | Hodúr 10' | ETO Park, Győr Sudac: Matej Jug (Slovenija) |

| 8. srpnja 2010. 19:00 |             |               |                                                                             |
| Zalaegerszeg          | 0 : 1 (pr.) | KF Tirana     | ZTE Arena, Zalaegerszeg Broj gledatelja: 3 425 Sudac: Ilias Spathas (Grčka) |
|                       | (izvještaj) | Karabeci 107' | ZTE Arena, Zalaegerszeg Broj gledatelja: 3 425 Sudac: Ilias Spathas (Grčka) |

| 8. srpnja 2010. 19:00         |             |                |                                                                             |
| Gefle                         | 2 : 1       | NSÍ Runavík    | Råsunda Stadion, Solna16 Broj gledatelja: 380 Sudac: Tero Nieminen (Finska) |
| Bernhardsson 22' Berggren 63' | (izvještaj) | Potemkin 90+4' | Råsunda Stadion, Solna16 Broj gledatelja: 380 Sudac: Tero Nieminen (Finska) |

| 8. srpnja 2010. 19:15 |             |                                                |                                                                                                |
| Lusitanos             | 0 : 6       | Rabotnički                                     | Estadi Comunal d'Aixovall, Andorra la Vella Broj gledatelja: 450 Sudac: Clayton Pisani (Malta) |
|                       | (izvještaj) | Wandeir 25' 68' Silva 33' 42' 54' Gligorov 71' | Estadi Comunal d'Aixovall, Andorra la Vella Broj gledatelja: 450 Sudac: Clayton Pisani (Malta) |

| 8. srpnja 2010. 19:15 |             |                                                           |                                                                                       |
| Port Talbot Town      | 0 : 4       | TPS                                                       | Genquip Stadium, Port Talbot Broj gledatelja: 676 Sudac: Petur Reinert (Farski otoci) |
|                       | (izvještaj) | Wusu 26' Kolehmainen 32' Riku Riski 69' Roope Riski 90+1' | Genquip Stadium, Port Talbot Broj gledatelja: 676 Sudac: Petur Reinert (Farski otoci) |

| 8. srpnja 2010. 19:30 |             |                   |                                                                                              |
| Zrinjski              | 2 : 1       | Tobol             | Stadion pod Bijelim brijegom, Mostar Broj gledatelja: 5 000 Sudac: Stavros Tritsonis (Grčka) |
| Džidić 10' Pehar 72'  | (izvještaj) | Zhumaskaliyev 57' | Stadion pod Bijelim brijegom, Mostar Broj gledatelja: 5 000 Sudac: Stavros Tritsonis (Grčka) |

| 8. srpnja 2010. 20:00        |             |              |                                                                             |
| Dundalk                      | 2 : 1       | Grevenmacher | Oriel Park, Dundalk Broj gledatelja: 2 000 Sudac: Magnus Thorisson (Island) |
| Fenn 5' (pen.) Kudozović 16' | (izvještaj) | Müller 90+1' | Oriel Park, Dundalk Broj gledatelja: 2 000 Sudac: Magnus Thorisson (Island) |

| 8. srpnja 2010. 20:00 |             |                                               |                                                           |
| EB/Streymur           | 0 : 3       | Kalmar FF                                     | Svangaskarð, Toftir17 Sudac: Ken Henry Johnsen (Norveška) |
|                       | (izvještaj) | Israelsson 9' Eriksson 47' Ricardo Santos 50' | Svangaskarð, Toftir17 Sudac: Ken Henry Johnsen (Norveška) |

| 8. srpnja 2010. 20:30              |             |          |                                                                                           |
| Široki Brijeg                      | 3 : 0       | Olimpija | Stadion Pecara, Široki Brijeg Broj gledatelja: 3 000 Sudac: Vladislav Bezborodov (Rusija) |
| Roskam 81' Weitzer 83' Mišić 90+3' | (izvještaj) |          | Stadion Pecara, Široki Brijeg Broj gledatelja: 3 000 Sudac: Vladislav Bezborodov (Rusija) |

| 8. srpnja 2010. 20:30 |             |           |                                                                                            |
| Faetano               | 0 : 0       | Zestafoni | Stadio Olimpico, Serravalle Broj gledatelja: 500 Sudac: Ignasi Villamayor Rozados (Andora) |
|                       | (izvještaj) |           | Stadio Olimpico, Serravalle Broj gledatelja: 500 Sudac: Ignasi Villamayor Rozados (Andora) |

| 8. srpnja 2010. 20:30             |             |                                    |                                                                     |
| Glentoran                         | 2 : 2       | KR Reykjavík                       | The Oval, Belfast Broj gledatelja: 771 Sudac: Marios Panayi (Cipar) |
| Callacher 22' Hamilton 56' (pen.) | (izvještaj) | Finnbogason 45+1' Black 54' (a.g.) | The Oval, Belfast Broj gledatelja: 771 Sudac: Marios Panayi (Cipar) |

| 8. srpnja 2010. 20:30 |            |                    |                                                                                  |
| Ruch Chorzów          | 1 : 0      | Shakhter Karaganda | Stadion Miejski, Chorzów Broj gledatelja: 8 500 Sudac: Gediminas Mazeika (Litva) |
| Sobiech 59'           | (izvještaj |                    | Stadion Miejski, Chorzów Broj gledatelja: 8 500 Sudac: Gediminas Mazeika (Litva) |

| 8. srpnja 2010. 21:00 |             |                                      |                                                                                    |
| Fylkir                | 1 : 3       | Torpedo Zhodino                      | Laugardalsvöllur, Reykjavík18 Broj gledatelja: 658 Sudac: Slavko Vinčić (Slovenia) |
| Faye 32' (pen.)       | (izvještaj) | Ostroukh 41' Kryvobok 86' (pen.) 88' | Laugardalsvöllur, Reykjavík18 Broj gledatelja: 658 Sudac: Slavko Vinčić (Slovenia) |

Bilješke
- 12 Igrano u Kaunasu na stadionu S. Darius and S. Girėnas jer Tauras Tauragov Vytautas Stadion nema UEFA licencu.
- 13 Igrano u Skopju na Philip II Areni jer Metalurgov stadion Železarnica nema UEFA licencu.
- 14 Igrano u Nikšiću na Gradskom stadionu jer Mogrenov stadion Mogren nema UEFA licencu.
- 15 Igrano u Kišinjevu na Zimbru Stadionu jer Dacijin Stadion Dinamo nema UEFA licencu.
- 16 Igrano u Solni na Råsunda Stadionu jer Gefleov Strömvallen nema UEFA licencu.
- 17 Igrano u Toftiru na Svangaskarðu jer EB/Streymurov Við Margáir nema UEFA licencu.
- 18 Igrano u Reykjavíku na Laugardalsvölluru jer Fylkirov Fylkisvöllur nema UEFA licencu.

## Drugo pretkolo
| Prva momčad        | Rez.   | Druga momčad          | 1. ut. | 2. ut.    |
| ------------------ | ------ | --------------------- | ------ | --------- |
| Cercle Brugge      | 2:2(g) | TPS                   | 0:1    | 2:1       |
| Motherwell         | 2:0    | Breiðablik            | 1:0    | 1:0       |
| Anorthosis         | 3:2    | Šibenik               | 0:2    | 3:0 (pr.) |
| Lausanne-Sport     | 2:1    | Borac Banja Luka      | 1:0    | 1:1       |
| Šiauliai           | 0:7    | Wisła Kraków          | 0:2    | 0:5       |
| Kalmar FF          | 2:0    | Dacia                 | 0:0    | 2:0       |
| Utrecht            | 5:1    | KF Tirana             | 4:0    | 1:1       |
| Gorica             | 1:4    | Randers               | 0:3    | 1:1       |
| Marítimo           | 6:4    | Sporting Fingal       | 3:2    | 3:2       |
| Sūduva Marijampolė | 2:6    | Rapid Wien            | 0:2    | 2:4       |
| Ventspils          | 1:3    | Teteks                | 0:0    | 1:3       |
| OFK Beograd        | 3:2    | Torpedo Zhodino       | 2:2    | 1:0       |
| Olimpia            | 1:7    | Dinamo Bukurešt       | 0:2    | 1:5       |
| MYPA               | 8:0    | UE Sant Julià         | 3:0    | 5:0       |
| Videoton           | 1:3    | Maribor               | 1:1    | 0:2       |
| Brøndby            | 3:0    | Vaduz                 | 3:0    | 0:0       |
| Stabæk             | 3:3(g) | Dnepr Mogilev         | 2:2    | 1:1       |
| Shamrock Rovers    | 2:1    | Bnei Yehuda           | 1:1    | 1:0       |
| IF Elfsborg        | 3:1    | Iskra-Stal            | 2:1    | 1:0       |
| KR Reykjavík       | 2:6    | Karpati Lvov          | 0:3    | 2:3       |
| Maccabi Tel Aviv   | 3:2    | Mogren                | 2:0    | 1:2       |
| Austria Wien       | 3:2    | Široki Brijeg         | 2:2    | 1:0       |
| Tauras Tauragė     | 1:6    | APOEL                 | 0:3    | 1:3       |
| Molde              | 2:2(g) | Jelgava               | 1:0    | 1:2       |
| Zestaponi          | 3:1    | Dukla Banská Bystrica | 3:0    | 0:1       |
| Honka              | 2:3    | Bangor City           | 1:1    | 1:2       |
| Levski Sofija      | 8:0    | Dundalk               | 6:0    | 2:0       |
| WIT Georgia        | 0:6    | Baník Ostrava         | 0:6    | 0:0       |
| Rabotnički         | 1:0    | Mika                  | 1:0    | 0:0       |
| Atirau             | 0:5    | Győri ETO             | 0:3    | 0:2       |
| Portadown          | 2:3    | Qarabağ               | 1:2    | 1:1       |
| Beşiktaş           | 7:0    | Víkingur              | 3:0    | 4:0       |
| Differdange        | 3:5    | Spartak Zlatibor Voda | 3:3    | 0:2       |
| Dinamo Minsk       | 10:1   | Sillamäe Kalev        | 5:1    | 5:0       |
| Valletta           | 1:1(g) | Ruch Chorzów          | 1:1    | 0:0       |
| Baku               | 2:4    | Budućnost Podgorica   | 0:3    | 2:1       |
| Zrinjski           | 13:3   | Tre Penne             | 4:1    | 9:2       |
| Gefle              | 2:4    | Dinamo Tbilisi        | 1:2    | 1:2       |
| Cliftonville       | 1:0    | Cibalia               | 1:0    | 0:0       |
| Besa Kavajë        | 1:11   | Olympiacos            | 0:5    | 1:6       |

### Prve utakmice
| 15. srpnja 2010. 16:00 |             |                                                                     |                                                                                        |
| WIT Georgia            | 0 : 6       | Baník Ostrava                                                       | Stadion Boris Paichadze, Tbilisi19 Broj gledatelja: 916 Sudac: Babak Rafati (Njemačka) |
|                        | (izvještaj) | Nando 33' 56' (pen.) 64' (pen.) Pilík 61' Neuwirth 70' Hušbauer 78' | Stadion Boris Paichadze, Tbilisi19 Broj gledatelja: 916 Sudac: Babak Rafati (Njemačka) |

| 15. srpnja 2010. 16:00 |             |                              |                                                                                |
| Atirau                 | 0 : 2       | Győri ETO                    | Munayshy Stadion, Atyrau Broj gledatelja: 8 660 Sudac: Johan Verbist (Belgija) |
|                        | (izvještaj) | Pilibaitis 26' Bouguerra 88' | Munayshy Stadion, Atyrau Broj gledatelja: 8 660 Sudac: Johan Verbist (Belgija) |

| 15. srpnja 2010. 17:00 |             |                                               |                                                                                                  |
| Tauras Tauragė         | 0 : 3       | APOEL                                         | Stadion S. Darius and S. Girėnas, Kaunas20 Broj gledatelja: 500 Sudac: Michael Svendsen (Danska) |
|                        | (izvještaj) | Charalambidis 50' Hélio Pinto 80' Manduca 83' | Stadion S. Darius and S. Girėnas, Kaunas20 Broj gledatelja: 500 Sudac: Michael Svendsen (Danska) |

| 15. srpnja 2010. 17:00 |             |      |                                                                               |
| Rabotnički             | 1 : 0       | Mika | Philip II Arena, Skopje Broj gledatelja: 1 000 Sudac: Tamás Bognár (Mađarska) |
| Wandeir 87'            | (izvještaj) |      | Philip II Arena, Skopje Broj gledatelja: 1 000 Sudac: Tamás Bognár (Mađarska) |

| 15. srpnja 2010. 17:00 |             |                  |                                                                                    |
| Valletta               | 1 : 1       | Ruch Chorzów     | Nacionalni stadion, Ta' Qali Broj gledatelja: 1 149 Sudac: Menashe Masiah (Izrael) |
| Scerri 75'             | (izvještaj) | Grzyb 18' (pen.) | Nacionalni stadion, Ta' Qali Broj gledatelja: 1 149 Sudac: Menashe Masiah (Izrael) |

| 15. srpnja 2010. 17:30             |             |                              |                                                                                            |
| OFK Beograd                        | 2 : 2       | Torpedo Zhodino              | Omladinski stadion, Beograd Broj gledatelja: 500 Sudac: Antonio Rubinos Pérez (Španjolska) |
| Krstić 45+1' Kantsavy 90+4' (a.g.) | (izvještaj) | Kryvobok 14' Brusnikin 90+2' | Omladinski stadion, Beograd Broj gledatelja: 500 Sudac: Antonio Rubinos Pérez (Španjolska) |

| 15. srpnja 2010. 18:00 |             |                              |                                                                                      |
| Gorica                 | 0 : 3       | Randers                      | Stadion Športni Park, Nova Gorica Broj gledatelja: 567 Sudac: Halis Özkahya (Turska) |
|                        | (izvještaj) | Lorentzen 51' Cramer 55' 71' | Stadion Športni Park, Nova Gorica Broj gledatelja: 567 Sudac: Halis Özkahya (Turska) |

| 15. srpnja 2010. 18:00 |             |        | |
| Ventspils              | 0 : 0       | Teteks | Ventspils Olimpiskais Stadions, Ventspils Broj gledatelja: 2 500 Sudac: David Malcolm (Sjeverna Irska) |
|                        | (izvještaj) |        | Ventspils Olimpiskais Stadions, Ventspils Broj gledatelja: 2 500 Sudac: David Malcolm (Sjeverna Irska) |

| 15. srpnja 2010. 18:00 |             |                      |                                                                                      |
| Olimpia                | 0 : 2       | Dinamo Bukurešt      | Zimbru Stadion, Kišinjev21 Broj gledatelja: 6 300 Sudac: Michael Koukoulakis (Grčka) |
|                        | (izvještaj) | Pulhac 41' Ganea 83' | Zimbru Stadion, Kišinjev21 Broj gledatelja: 6 300 Sudac: Michael Koukoulakis (Grčka) |

| 15. srpnja 2010. 18:00             |             |               |                                                                                     |
| MYPA                               | 3 : 0       | UE Sant Julià | Saviniemi, Anjalankoski Broj gledatelja: 1 167 Sudac: Albert Toussaint (Luksemburg) |
| Ricketts 43' Äijälä 56' 65' (pen.) | (izvještaj) |               | Saviniemi, Anjalankoski Broj gledatelja: 1 167 Sudac: Albert Toussaint (Luksemburg) |

| 15. srpnja 2010. 18:00        |             |            |                                                                                |
| IF Elfsborg                   | 2 : 1       | Iskra-Stal | Borås Arena, Borås Broj gledatelja: 3 270 Sudac: Jérôme Laperriere (Švicarska) |
| Keene 56' Ericsson 79' (pen.) | (izvještaj) | Tofan 87'  | Borås Arena, Borås Broj gledatelja: 3 270 Sudac: Jérôme Laperriere (Švicarska) |

| 15. srpnja 2010. 18:00  |             |                      |                                                                              |
| Austria Wien            | 2 : 2       | Široki Brijeg        | Stadion Franz Horr, Beč Broj gledatelja: 97 Sudac: Artyom Kuchin (Kazahstan) |
| Linz 50' Schumacher 57' | (izvještaj) | Wagner 25' Topić 54' | Stadion Franz Horr, Beč Broj gledatelja: 97 Sudac: Artyom Kuchin (Kazahstan) |

| 15. srpnja 2010. 18:00   |             |                       |                                                                                               |
| Zestafoni                | 3 : 0       | Dukla Banská Bystrica | Stadion David Abashidze, Zestafoni Broj gledatelja: 3 200 Sudac: Veaceslav Banari (Moldavija) |
| Dvali 24' 65' Dzaria 48' | (izvještaj) |                       | Stadion David Abashidze, Zestafoni Broj gledatelja: 3 200 Sudac: Veaceslav Banari (Moldavija) |

| 15. srpnja 2010. 18:00 |             |             |                                                                                      |
| Honka                  | 1 : 1       | Bangor City | ISS Stadion, Vantaa22 Broj gledatelja: 1 279 Sudac: Dimitar Meckarovski (Makedonija) |
| Savage 43'             | (izvještaj) | Jones 58'   | ISS Stadion, Vantaa22 Broj gledatelja: 1 279 Sudac: Dimitar Meckarovski (Makedonija) |

| 15. srpnja 2010. 18:00                                 |             |                |                                                                                  |
| Dinamo Minsk                                           | 5 : 1       | Sillamäe Kalev | Stadion Dinamo, Minsk Broj gledatelja: 1 850 Sudac: Vassilios Pamporidis (Grčka) |
| Sazankow 12' 33' Putsila 60' Rekish 87' Chukhley 90+2' | (izvještaj) | Kolyaev 79'    | Stadion Dinamo, Minsk Broj gledatelja: 1 850 Sudac: Vassilios Pamporidis (Grčka) |

| 15. srpnja 2010. 18:00 |             |                     | |
| Baku                   | 2 : 1       | Budućnost Podgorica | Stadion Tofik Bakhramov, Baku Broj gledatelja: 15 000 Sudac: Augustus Viorel Constantin (Rumuunjska) |
| Kajkut 77' Jabá 90+4'  | (izvještaj) | Bećiraj 38'         | Stadion Tofik Bakhramov, Baku Broj gledatelja: 15 000 Sudac: Augustus Viorel Constantin (Rumuunjska) |

| 15. srpnja 2010. 19:00 |             |                                      |                                                              |
| Anorthosis             | 0 : 2       | Šibenik                              | Stadion Antonis Papadopoulos, Larnaca Broj gledatelja: 7 500 |
|                        | (izvještaj) | Bloudek 10' Bačelić-Grgić 61' (pen.) | Stadion Antonis Papadopoulos, Larnaca Broj gledatelja: 7 500 |

| 15. srpnja 2010. 19:00      |             |                       |                                                                               |
| Stabæk                      | 2 : 2       | Dnepr Mogilev         | Telenor Arena, Bærum Broj gledatelja: 1 134 Sudac: Andrejs Sipailo (Letonija) |
| Skjelvik 22' Gunnarsson 53' | (izvještaj) | Turlin 14' Kazlou 20' | Telenor Arena, Bærum Broj gledatelja: 1 134 Sudac: Andrejs Sipailo (Letonija) |

| 15. srpnja 2010. 19:00 |             |         |                                                                          |
| Molde                  | 1 : 0       | Jelgava | Aker Stadion, Molde Broj gledatelja: 2 343 Sudac: Antti Munukka (Finska) |
| Fall 90+1'             | (izvještaj) |         | Aker Stadion, Molde Broj gledatelja: 2 343 Sudac: Antti Munukka (Finska) |

| 15. srpnja 2010. 19:00 |             |                                   |                                                                               |
| Gefle                  | 1 : 2       | Dinamo Tbilisi                    | Råsunda Stadium, Solna23 Broj gledatelja: 523 Sudac: Damir Batinić (Hrvatska) |
| Berggren 51' (pen.)    | (izvještaj) | Vatsadze 11' Khmaladze 87' (pen.) | Råsunda Stadium, Solna23 Broj gledatelja: 523 Sudac: Damir Batinić (Hrvatska) |

| 15. srpnja 2010. 19:30 |             |                  |                                                                                                 |
| Lausanne-Sport         | 1 : 0       | Borac Banja Luka | Stade Olympique de la Pontaise, Lausanne Broj gledatelja: 3 800 Sudac: Vladimir Pettay (Rusija) |
| Silvio 19'             | (izvještaj) |                  | Stade Olympique de la Pontaise, Lausanne Broj gledatelja: 3 800 Sudac: Vladimir Pettay (Rusija) |

| 15. srpnja 2010. 19:30 |             |       |                                                                       |
| Kalmar FF              | 0 : 0       | Dacia | Fredriksskans, Kalmar Broj gledatelja: 1 976 Sudac: Jan Jilek (Češka) |
|                        | (izvještaj) |       | Fredriksskans, Kalmar Broj gledatelja: 1 976 Sudac: Jan Jilek (Češka) |

| 15. srpnja 2010. 19:30                     |             |                                                       |                                                                                          |
| Differdange                                | 3 : 3       | Spartak Zlatibor Voda                                 | Stade Josy Barthel, Luxembourg24 Broj gledatelja: 805 Sudac: Gabriele Rossi (San Marino) |
| Veselinov 6' (a.g.) Bettmer 11' Piskor 73' | (izvještaj) | Ubiparip 14' Torbica 28' (pen.) Siebenaler 89' (a.g.) | Stade Josy Barthel, Luxembourg24 Broj gledatelja: 805 Sudac: Gabriele Rossi (San Marino) |

| 15. srpnja 2010. 19:45 |             |              |                                                                                    |
| Cercle Brugge          | 0 : 1       | TPS          | Jules Ottenstadion, Gent25 Broj gledatelja: 2 754 Sudac: Anders Hermansen (Danska) |
|                        | (izvještaj) | Ääritalo 32' | Jules Ottenstadion, Gent25 Broj gledatelja: 2 754 Sudac: Anders Hermansen (Danska) |

| 15. srpnja 2010. 19:45                                   |             |         |                                                                                        |
| Levski Sofija                                            | 6 : 0       | Dundalk | Stadion Georgi Asparuhov, Sofia Broj gledatelja: 8 655 Sudac: Daniele Orsato (Italija) |
| Yovov 12' Mladenov 14' 46' Dembélé 42' Mustafa 86' 90+4' | (izvještaj) |         | Stadion Georgi Asparuhov, Sofia Broj gledatelja: 8 655 Sudac: Daniele Orsato (Italija) |

| 15. srpnja 2010. 20:00 |             |                                   |                                                                                |
| Šiauliai               | 0 : 2       | Wisła Kraków                      | Savivaldybė Stadion, Šiauliai Broj gledatelja: 2 428 Sudac: Meir Levi (Izrael) |
|                        | (izvještaj) | Paweł Brożek 78' Piotr Brożek 80' | Savivaldybė Stadion, Šiauliai Broj gledatelja: 2 428 Sudac: Meir Levi (Izrael) |

| 15. srpnja 2010. 20:00                       |             |           |                                                                                     |
| Utrecht                                      | 4 : 0       | KF Tirana | Stadion Galgenwaard, Utrecht Broj gledatelja: 9 900 Sudac: Stelios Trifonos (Cipar) |
| Van Wolfswinkel 8' 26' Asare 30' Mertens 75' | (izvještaj) |           | Stadion Galgenwaard, Utrecht Broj gledatelja: 9 900 Sudac: Stelios Trifonos (Cipar) |

| 15. srpnja 2010. 20:00     |             |       |                                                                                    |
| Brøndby                    | 3 : 0       | Vaduz | Brøndby Stadion, Kopenhagen Broj gledatelja: 7 966 Sudac: Kristo Tohver (Estonija) |
| Nilsson 51' Jallow 80' 85' | (izvještaj) |       | Brøndby Stadion, Kopenhagen Broj gledatelja: 7 966 Sudac: Kristo Tohver (Estonija) |

| 15. srpnja 2010. 20:00 |             |        |                                                                                          |
| Maccabi Tel Aviv       | 2 : 0       | Mogren | Bloomfield Stadion, Tel Aviv Broj gledatelja: 11 178 Sudac: Jérome Efong Nzolo (Belgija) |
| Ziv 49' Medunjanin 52' | (izvještaj) |        | Bloomfield Stadion, Tel Aviv Broj gledatelja: 11 178 Sudac: Jérome Efong Nzolo (Belgija) |

| 15. srpnja 2010. 20:00    |             |          |                                                                                 |
| Beşiktaş                  | 3 : 0       | Víkingur | BJK İnönü Stadion, Istanbul Broj gledatelja: 16 803 Sudac: Igor Egorov (Rusija) |
| Kahveci 19' 65' Nobre 90' | (izvještaj) |          | BJK İnönü Stadion, Istanbul Broj gledatelja: 16 803 Sudac: Igor Egorov (Rusija) |

| 15. srpnja 2010. 20:00                      |             |              |                                                                                                   |
| Zrinjski                                    | 4 : 1       | Tre Penne    | Stadion pod Bijelim brijegom, Mostar Broj gledatelja: 3 150 Sudac: Sébastien Delferiere (Belgija) |
| Ivanković 1' 21' (pen.) Sušić 33' Zadro 38' | (izvještaj) | Pignieri 36' | Stadion pod Bijelim brijegom, Mostar Broj gledatelja: 3 150 Sudac: Sébastien Delferiere (Belgija) |

| 15. srpnja 2010. 20:15 |             |                         |                                                                                        |
| Sūduva Marijampolė     | 0 : 2       | Rapid Wien              | Sūduva Stadium, Marijampolė Broj gledatelja: 1 900 Sudac: Lars Christoffersen (Danska) |
|                        | (izvještaj) | Hofmann 12' Trimmel 81' | Sūduva Stadium, Marijampolė Broj gledatelja: 1 900 Sudac: Lars Christoffersen (Danska) |

| 15. srpnja 2010. 20:30 |             |           |                                                                           |
| Videoton               | 1 : 1       | Maribor   | ETO Park, Győr26 Broj gledatelja: 3 850 Sudac: Viktor Shvetsov (Ukrajina) |
| Horváth 79'            | (izvještaj) | Mezga 30' | ETO Park, Győr26 Broj gledatelja: 3 850 Sudac: Viktor Shvetsov (Ukrajina) |

| 15. srpnja 2010. 20:30 |             |                                      |                                                                                           |
| Besa Kavajë            | 0 : 5       | Olympiacos                           | Stadion Qemal Stafa, Tirana27 Broj gledatelja: 5 000 Sudac: Richard Liesveld (Nizozemska) |
|                        | (izvještaj) | Óscar 19' 30' Dudu 46' Diogo 70' 82' | Stadion Qemal Stafa, Tirana27 Broj gledatelja: 5 000 Sudac: Richard Liesveld (Nizozemska) |

| 15. srpnja 2010. 20:45 |             |            |                                                                                          |
| Motherwell             | 1 : 0       | Breiðablik | Fir Park, Motherwell Broj gledatelja: 5 990 Sudac: David Fernández Borbalán (Španjolska) |
| Forbes 63'             | (izvještaj) |            | Fir Park, Motherwell Broj gledatelja: 5 990 Sudac: David Fernández Borbalán (Španjolska) |

| 15. srpnja 2010. 20:45             |             |                          |                                                                                     |
| Marítimo                           | 3 : 2       | Sporting Fingal          | Estádio da Madeira, Madeira28 Broj gledatelja: 1 961 Sudac: Luc Wilmes (Luksemburg) |
| Esteves 78' Cherrad 85' Tchô 90+5' | (izvještaj) | Crowe 33' Fitzgerald 87' | Estádio da Madeira, Madeira28 Broj gledatelja: 1 961 Sudac: Luc Wilmes (Luksemburg) |

| 15. srpnja 2010. 20:45 |             |         |                                                                                  |
| Cliftonville           | 1 : 0       | Cibalia | Windsor Park, Belfast29 Broj gledatelja: 775 Sudac: Stanislav Todorov (Bugarska) |
| Caldwell 82'           | (izvještaj) |         | Windsor Park, Belfast29 Broj gledatelja: 775 Sudac: Stanislav Todorov (Bugarska) |

| 15. srpnja 2010. 20:45 |             |                   |                                                                                |
| Portadown              | 1 : 2       | Qarabağ           | Shamrock Park, Portadown Broj gledatelja: 765 Sudac: Oliver Drachta (Austrija) |
| Lecky 29'              | (izvještaj) | Ismayilov 67' 86' | Shamrock Park, Portadown Broj gledatelja: 765 Sudac: Oliver Drachta (Austrija) |

| 15. srpnja 2010. 21:00 |             |             |                                                                                 |
| Shamrock Rovers        | 1 : 1       | Bnei Yehuda | Tallaght Stadium, Dublin Broj gledatelja: 4 850 Sudac: Mauro Bergonzi (Italija) |
| Bayly 90+1'            | (izvještaj) | Afek 26'    | Tallaght Stadium, Dublin Broj gledatelja: 4 850 Sudac: Mauro Bergonzi (Italija) |

| 15. srpnja 2010. 21:15 |             |                                    |                                                                            |
| KR Reykjavík           | 0 : 3       | Karpaty Lviv                       | KR-völlur, Reykjavík Broj gledatelja: 848 Sudac: Michael Lerjeus (Švedska) |
|                        | (izvještaj) | Guruli 46' Tkachuk 51' Batista 57' | KR-völlur, Reykjavík Broj gledatelja: 848 Sudac: Michael Lerjeus (Švedska) |

Bilješke
- 19 Igrano u Tbilisiju na stadionu Boris Paichadze jer WIT Georigin stadion Shevardeni nema UEFA licencu.
- 20 Igrano u Kaunasu na stadionu S. Darius and S. Girėnas jer Tauras Tauragov stadion Vytautas nema UEFA licencu.
- 21 Igrano u Kišinjevu na Zimbru Stadionu jer Olimpijin stadion Olimpia Bălţi nema UEFA licencu.
- 22 Igrano u Vantaai na ISS Stadion jer Honkin Tapiolan Urheilupuisto nema UEFA licencu.
- 23 Igrano u Solni na Råsunda Stadium jer Gefleov Strömvallen nema UEFA licencu.
- 24 Igrano u Luxembourgu na Stade Josy Barthel jer Differdangeov Stade du Thillenberg nema UEFA licencu.
- 25 Igrano u Gentu na Jules Ottenstadion jer je Cercle Bruggeov stadion Jan Breydel pod renovacijom
- 26 Igrano u Győru na ETO Park jer Videotonov stadion Sóstói nema UEFA licencu.
- 27 Igrano u Tirani na stadionu Qemal Stafa  jer Besa Kavajin Stadiumi Besa nema UEFA licencu.
- 28 Igrano u Funchalu na Estádio da Madeira jer je Marítimov Estádio dos Barreiros pod renovacijom
- 29 Igrano u Belfastu na Windsor Parku jer Cliftonvilleov stadion Solitude nema UEFA licencu.

### Uzvratne utakmice
| 22. srpnja 2010. 15:00 |             |            |                                                                          |
| Mika                   | 0 : 0       | Rabotnički | Stadion Mika, Erevan Broj gledatelja: 5 000 Sudac: Radek Prihoda (Češka) |
|                        | (izvještaj) |            | Stadion Mika, Erevan Broj gledatelja: 5 000 Sudac: Radek Prihoda (Češka) |

| 22. srpnja 2010. 16:30                   |             |               |                                                                                   |
| Teteks                                   | 3 : 1       | Ventspils     | Philip II Arena, Skopje31 Broj gledatelja: 2 000 Sudac: Harald Lechner (Austrija) |
| Hyseni 15' Ristevski 34' Gligorovski 54' | (izvještaj) | Bespalovs 81' | Philip II Arena, Skopje31 Broj gledatelja: 2 000 Sudac: Harald Lechner (Austrija) |

| 22. srpnja 2010. 17:00 |             |               |                                                                                 |
| Torpedo Zhodino        | 0 : 1       | OFK Beograd   | Stadion Haradzki, Borisov32 Broj gledatelja: 3 100 Sudac: Petteri Kari (Finska) |
|                        | (izvještaj) | Kecojević 67' | Stadion Haradzki, Borisov32 Broj gledatelja: 3 100 Sudac: Petteri Kari (Finska) |

| 22. srpnja 2010. 17:00 |             |           |                                                                                        |
| Dukla Banská Bystrica  | 1 : 0       | Zestafoni | SNP Stadion, Banská Bystrica Broj gledatelja: 2 880 Sudac: Dragomir Stanković (Srbija) |
| Ďuriš 28'              | (izvještaj) |           | SNP Stadion, Banská Bystrica Broj gledatelja: 2 880 Sudac: Dragomir Stanković (Srbija) |

| 22. srpnja 2010. 17:30   |             |                  |                                                                                      |
| Mogren                   | 2 : 1       | Maccabi Tel Aviv | Gradski stadion, Nikšić33 Broj gledatelja: 700 Sudac: Valery Vialichka (Bjelorusija) |
| Gluščević 58' (pen.) 80' | (izvještaj) | Medunjanin 7'    | Gradski stadion, Nikšić33 Broj gledatelja: 700 Sudac: Valery Vialichka (Bjelorusija) |

| 22. srpnja 2010. 17:30    |             |             |                                                                                   |
| Spartak Zlatibor Voda     | 2 : 0       | Differdange | Stadion Karađorđe, Novi Sad34 Broj gledatelja: 1 500 Sudac: Ceri Richards (Wales) |
| Ubiparip 25' Adamović 88' | (izvještaj) |             | Stadion Karađorđe, Novi Sad34 Broj gledatelja: 1 500 Sudac: Ceri Richards (Wales) |

| 22. srpnja 2010. 18:00 |             |             |                                                                                          |
| Qarabağ                | 1 : 1       | Portadown   | Stadion Tofik Bakhramov, Baku35 Broj gledatelja: 20 000 Sudac: Tomasz Mikulski (Poljska) |
| Ismayilov 83'          | (izvještaj) | Braniff 71' | Stadion Tofik Bakhramov, Baku35 Broj gledatelja: 20 000 Sudac: Tomasz Mikulski (Poljska) |

| 22. srpnja 2010. 18:00 |             |                            |                                                                                  |
| TPS                    | 1 : 2       | Cercle Brugge              | Veritas Stadion, Turku Broj gledatelja: 4 020 Sudac: Bernhard Brugger (Austrija) |
| Johansson 39' (pen.)   | (izvještaj) | Reynaldo 51' Van Eenoo 86' | Veritas Stadion, Turku Broj gledatelja: 4 020 Sudac: Bernhard Brugger (Austrija) |

| 22. srpnja 2010. 18:00 |             |                |                                                                                 |
| Dnepr Mogilev          | 1 : 1       | Stabæk         | Spartak Stadion, Mogilev Broj gledatelja: 4 500 Sudac: Richard Trutz (Slovačka) |
| Yurchenko 85'          | (izvještaj) | Gunnarsson 37' | Spartak Stadion, Mogilev Broj gledatelja: 4 500 Sudac: Richard Trutz (Slovačka) |

| 22. srpnja 2010. 18:00 |             |               |                                                                                                |
| Široki Brijeg          | 0 : 1       | Austria Wien  | Stadion Pecara, Široki Brijeg Broj gledatelja: 4 000 Sudac: César Muñiz Fernández (Španjolska) |
|                        | (izvještaj) | Junuzović 80' | Stadion Pecara, Široki Brijeg Broj gledatelja: 4 000 Sudac: César Muñiz Fernández (Španjolska) |

| 22. srpnja 2010. 18:00         |             |          |                                                                                   |
| Jelgava                        | 2 : 1       | Molde    | Slokas Stadion, Jūrmala36 Broj gledatelja: 2 000 Sudac: Thomas Vejlgaard (Danska) |
| Bormakovs 30' Bogdaškins 45+1' | (izvještaj) | Fall 14' | Slokas Stadion, Jūrmala36 Broj gledatelja: 2 000 Sudac: Thomas Vejlgaard (Danska) |

| 22. srpnja 2010. 18:00 |             |             |                                                                        |
| Baník Ostrava          | 0 : 0       | WIT Georgia | Bazaly, Ostrava Broj gledatelja: 3 405 Sudac: Boško Jovanetić (Srbija) |
|                        | (izvještaj) |             | Bazaly, Ostrava Broj gledatelja: 3 405 Sudac: Boško Jovanetić (Srbija) |

| 22. srpnja 2010. 18:00 |             |                                                    |                                                                                        |
| Sillamäe Kalev         | 0 : 5       | Dinamo Minsk                                       | A. Le Coq Arena, Tallinn37 Broj gledatelja: 264 Sudac: Ovidiu Alin Hategan (Rumunjska) |
|                        | (izvještaj) | Drahun 2' Sazankow 17' Chukhley 19' 65' Rekish 46' | A. Le Coq Arena, Tallinn37 Broj gledatelja: 264 Sudac: Ovidiu Alin Hategan (Rumunjska) |

| 22. srpnja 2010. 18:15               |             |                     |                                                                                 |
| Karpati Lvov                         | 3 : 2       | KR Reykjavík        | Stadion Ukrajina, Lavov Broj gledatelja: 13 200 Sudac: Mihaly Fabian (Mađarska) |
| Zenjov 2' Fedetskiy 25' Baranets 69' | (izvještaj) | Finnbogason 61' 65' | Stadion Ukrajina, Lavov Broj gledatelja: 13 200 Sudac: Mihaly Fabian (Mađarska) |

| 22. srpnja 2010. 18:30 |             |                                      |                                                                              |
| Dacia                  | 0 : 2       | Kalmar FF                            | Zimbru Stadion, Kišinjev38 Broj gledatelja: 6 000 Sudac: Pawel Gil (Poljska) |
|                        | (izvještaj) | Israelsson 12' Daniel Sobralense 88' | Zimbru Stadion, Kišinjev38 Broj gledatelja: 6 000 Sudac: Pawel Gil (Poljska) |

| 22. srpnja 2010. 18:30 |             |             |                                                                               |
| UE Sant Julià          | odgođeno30  | MYPA        | Estadi Comunal d'Aixovall, Andorra la Vella Sudac: Mark Steven Whitby (Wales) |
|                        | (izvještaj) | Votinov 30' | Estadi Comunal d'Aixovall, Andorra la Vella Sudac: Mark Steven Whitby (Wales) |

|  |  | Ponovljeni susret: |  |  |
|  |  |                    |  |  |
|  |  |                    |  |  |

| 22. srpnja 2010. 18:30 |             |                                            |                                                                               |
| UE Sant Julià          | 0 : 5       | MYPA                                       | Estadi Comunal d'Aixovall, Andorra la Vella Sudac: Mark Steven Whitby (Wales) |
|                        | (izvještaj) | Votinov 6' 13' 64' Kurittu 49' Okkonen 61' | Estadi Comunal d'Aixovall, Andorra la Vella Sudac: Mark Steven Whitby (Wales) |

| 22. srpnja 2010. 18:45        |             |             |                                                                                            |
| Dinamo Tbilisi                | 2 : 1       | Gefle       | Stadion Boris Paichadze, Tbilisi Broj gledatelja: 2 500 Sudac: Nikolaj Jordanov (Bugarska) |
| Vatsadze 30' Pirtskhalava 82' | (izvještaj) | Orlov 90+1' | Stadion Boris Paichadze, Tbilisi Broj gledatelja: 2 500 Sudac: Nikolaj Jordanov (Bugarska) |

| 22. srpnja 2010. 19:00 |             |           |                                                                               |
| Randers                | 1 : 1       | Gorica    | Essex Park Randers, Randers Broj gledatelja: 2 171 Sudac: Alan Muir (Škotska) |
| Cramer 42'             | (izvještaj) | Žigon 79' | Essex Park Randers, Randers Broj gledatelja: 2 171 Sudac: Alan Muir (Škotska) |

| 22. srpnja 2010. 19:00 |             |              |                                                                                  |
| Iskra-Stal             | 0 : 1       | IF Elfsborg  | Stadion Sheriff, Tiraspol39 Broj gledatelja: 2 905 Sudac: Hüseyin Göçek (Turska) |
|                        | (izvještaj) | Ishizaki 60' | Stadion Sheriff, Tiraspol39 Broj gledatelja: 2 905 Sudac: Hüseyin Göçek (Turska) |

| 22. srpnja 2010. 19:00               |             |                |                                                                                |
| APOEL                                | 3 : 1       | Tauras Tauragė | GSP Stadion, Nikozija Broj gledatelja: 9 632 Sudac: Alexander Gvardis (Rusija) |
| Solari 18' 86' (pen.) Tričkovski 80' | (izvještaj) | Irha 48'       | GSP Stadion, Nikozija Broj gledatelja: 9 632 Sudac: Alexander Gvardis (Rusija) |

| 22. srpnja 2010. 19:30 |             |                    |                                                                                   |
| KF Tirana              | 1 : 1       | Utrecht            | Qemal Stafa Stadium, Tirana40 Broj gledatelja: 3 000 Sudac: Radek Matejek (Češka) |
| Lila 11'               | (izvještaj) | Van Wolfswinkel 3' | Qemal Stafa Stadium, Tirana40 Broj gledatelja: 3 000 Sudac: Radek Matejek (Češka) |

| 22. srpnja 2010. 19:30 |             |                 |                                                                                       |
| Bnei Yehuda            | 0 : 1       | Shamrock Rovers | Bloomfield Stadium, Tel Aviv Broj gledatelja: 1 784 Sudac: Antony Gautier (Francuska) |
|                        | (izvještaj) | Stewart 70'     | Bloomfield Stadium, Tel Aviv Broj gledatelja: 1 784 Sudac: Antony Gautier (Francuska) |

| 22. srpnja 2010. 19:45                                                        |             |               |                                                                                   |
| Dinamo Bukurešt                                                               | 5 : 1       | Olimpia       | Stadionul Dinamo, Bukurešt Broj gledatelja: 4 367 Sudac: Antonio Damato (Italija) |
| Orlovski 4' (ag.) Adrian Cristea 32' N'Doye 45' Munteanu 59' Torje 63' (pen.) | (izvještaj) | Adaramola 90' | Stadionul Dinamo, Bukurešt Broj gledatelja: 4 367 Sudac: Antonio Damato (Italija) |

| 22. srpnja 2010. 20:00 |             |                               |                                                                                                  |
| Šibenik                | 0 : 3 (pr.) | Anorthosis                    | Stadion Hrvatski vitezovi, Dugopolje41 Broj gledatelja: 2 850 Sudac: Pol van Boekel (Nizozemska) |
|                        | (izvještaj) | Laban 16' Ramos 25' Okkas 96' | Stadion Hrvatski vitezovi, Dugopolje41 Broj gledatelja: 2 850 Sudac: Pol van Boekel (Nizozemska) |

| 22. srpnja 2010. 20:00                                              |             |          |                                                                            |
| Wisła Kraków                                                        | 5 : 0       | Šiauliai | Suche Stawy, Kraków Broj gledatelja: 6 000 Sudac: João Ferreira (Portugal) |
| Piotr Brożek 23' Żurawski 48' Díaz 62' Paweł Brożek 67' Boguski 90' | (izvještaj) |          | Suche Stawy, Kraków Broj gledatelja: 6 000 Sudac: João Ferreira (Portugal) |

| 22. srpnja 2010. 20:00 |             |         |                                                                             |
| Vaduz                  | 0 : 0       | Brøndby | Rheinpark Stadion, Vaduz Broj gledatelja: 1 984 Sudac: Mario Vlk (Slovačka) |
|                        | (izvještaj) |         | Rheinpark Stadion, Vaduz Broj gledatelja: 1 984 Sudac: Mario Vlk (Slovačka) |

| 22. srpnja 2010. 20:00 |             |                |                                                                          |
| Dundalk                | 0 : 2       | Levski Sofija  | Oriel Park, Dundalk Broj gledatelja: 1 000 Sudac: Fırat Aydınus (Turska) |
|                        | (izvještaj) | Dembélé 4' 33' | Oriel Park, Dundalk Broj gledatelja: 1 000 Sudac: Fırat Aydınus (Turska) |

| 22. srpnja 2010. 20:00 |             |                                 |                                                                               |
| Víkingur               | 0 : 4       | Beşiktaş                        | Svangaskarð, Toftir42 Broj gledatelja: 651 Sudac: Mattias Gestranius (Finska) |
|                        | (izvještaj) | Dağ 4' Kahveci 10' Bobô 32' 44' | Svangaskarð, Toftir42 Broj gledatelja: 651 Sudac: Mattias Gestranius (Finska) |

| 22. srpnja 2010. 20:00 |             |          |                                                                                  |
| Ruch Chorzów           | 0 : 0       | Valletta | Stadion Miejski, Chorzów Broj gledatelja: 8 500 Sudac: Andrea De Marco (Italija) |
|                        | (izvještaj) |          | Stadion Miejski, Chorzów Broj gledatelja: 8 500 Sudac: Andrea De Marco (Italija) |

| 22. srpnja 2010. 20:30          |             |                            | |
| Rapid Wien                      | 4 : 2       | Sūduva Marijampolė         | Stadion Gerhard Hanappi, Beč Broj gledatelja: 11 800 Sudac: Ante Vučemilović-Šimunović Jr. (Hrvatska) |
| Jelavić 20' 90' Gartler 86' 89' | (izvještaj) | Grigaitis 70' Beniušis 85' | Stadion Gerhard Hanappi, Beč Broj gledatelja: 11 800 Sudac: Ante Vučemilović-Šimunović Jr. (Hrvatska) |

| 22. srpnja 2010. 20:30 |             |          |                                                                                  |
| Maribor                | 2 : 0       | Videoton | Stadion Ljudski vrt, Maribor Broj gledatelja: 6 700 Sudac: Euan Norris (Škotska) |
| Volaš 39' 80'          | (izvještaj) |          | Stadion Ljudski vrt, Maribor Broj gledatelja: 6 700 Sudac: Euan Norris (Škotska) |

| 22. srpnja 2010. 20:30 |             |              |                                                                                       |
| Bangor City            | 2 : 1       | Honka        | Racecourse Ground, Wrexham43 Broj gledatelja: 954 Sudac: Arman Amirkhanyan (Armenija) |
| Morley 85' Jones 90+1' | (izvještaj) | Koskinen 21' | Racecourse Ground, Wrexham43 Broj gledatelja: 954 Sudac: Arman Amirkhanyan (Armenija) |

| 22. srpnja 2010. 20:30    |             |        |                                                                      |
| Győri ETO                 | 2 : 0       | Atirau | ETO Park, Győr Broj gledatelja: 3 300 Sudac: Sokol Jareci (Albanija) |
| Aleksidze 47' Nicorec 52' | (izvještaj) |        | ETO Park, Győr Broj gledatelja: 3 300 Sudac: Sokol Jareci (Albanija) |

| 22. srpnja 2010. 20:30 |             |                                                                                     |                                                                              |
| Tre Penne              | 2 : 9       | Zrinjski                                                                            | Stadio Olimpico, Serravalle Broj gledatelja: 571 Sudac: David Mckeon (Irska) |
| Palazzi 28' 81'        | (izvještaj) | Selimović 3' 27' Sušić 7' Žižović 10' 55' (pen.) Zadro 52' 65' Pehar 69' Šunjić 87' | Stadio Olimpico, Serravalle Broj gledatelja: 571 Sudac: David Mckeon (Irska) |

| 22. srpnja 2010. 20:30                                      |             |                |                                                                               |
| Olympiacos                                                  | 6 : 1       | Besa Kavajë    | Karaiskakis Stadion, Piraeus Broj gledatelja: 0 Sudac: Lee Probert (Engleska) |
| Dudu 46' 79' Derbyshire 53' Maresca 75' 90' Fetfatzidis 88' | (izvještaj) | Lazarevski 48' | Karaiskakis Stadion, Piraeus Broj gledatelja: 0 Sudac: Lee Probert (Engleska) |

| 22. srpnja 2010. 20:45 |             |                |                                                                                        |
| Borac Banja Luka       | 1 : 1       | Lausanne-Sport | Gradski stadion, Banja Luka Broj gledatelja: 9 000 Sudac: Artur Soares Dias (Portugal) |
| Vukelja 69'            | (izvještaj) | Roux 65'       | Gradski stadion, Banja Luka Broj gledatelja: 9 000 Sudac: Artur Soares Dias (Portugal) |

| 22. srpnja 2010. 20:45 |             |                                          |                                                                           |
| Sporting Fingal        | 2 : 3       | Marítimo                                 | Dalymount Park, Dublin44 Broj gledatelja: 2 150 Sudac: Marco Borg (Malta) |
| Zayed 81' 89'          | (izvještaj) | Alonso 20' (pen.) Marquinho 67' Kanu 86' | Dalymount Park, Dublin44 Broj gledatelja: 2 150 Sudac: Marco Borg (Malta) |

| 22. srpnja 2010. 20:45 |             |              |                                                                                        |
| Cibalia                | 0 : 0       | Cliftonville | Stadion HNK Cibalia, Vinkovci Broj gledatelja: 5 200 Sudac: Clément Turpin (Francuska) |
|                        | (izvještaj) |              | Stadion HNK Cibalia, Vinkovci Broj gledatelja: 5 200 Sudac: Clément Turpin (Francuska) |

| 22. srpnja 2010. 21:00 |             |                    |                                                                                           |
| Budućnost Podgorica    | 1 : 2       | Baku               | Stadion Pod Goricom, Podgorica Broj gledatelja: 3 200 Sudac: Dimitrios Kalopoulos (Grčka) |
| Brnović 64'            | (izvještaj) | Šolić 28' Jabá 42' | Stadion Pod Goricom, Podgorica Broj gledatelja: 3 200 Sudac: Dimitrios Kalopoulos (Grčka) |

| 22. srpnja 2010. 21:15 |             |            |                                                                                  |
| Breiðablik             | 0 : 1       | Motherwell | Kópavogsvöllur, Kópavogur Broj gledatelja: 1 700 Sudac: Carlos Xistra (Portugal) |
|                        | (izvještaj) | Murphy 42' | Kópavogsvöllur, Kópavogur Broj gledatelja: 1 700 Sudac: Carlos Xistra (Portugal) |

Bilješke
- 30 Originalna utakmica je prekinuta u 80. minuti zbog lošeg vremena, za vrijeme 1:0 vodstva MYPA. Susret je ponovljen 23. srpnja u 18:30.[3]
- 31 Igrano u Skopju na Philip II Areni jer Teteksov Gradski stadion Tetovo nema UEFA licencu.
- 32 Igrano u Borisovu na stadionu Haradzki jer Torpedo Zhodinov stadion Torpedo nema UEFA licencu.
- 33 Igrano u Nikšić na Gradskom stadionu jer Mogrenov Stadion Mogren nema UEFA licencu.
- 34 Igrano u Novom Sadu na stadionu Karađorđe jer Spartak Zlatiborov Gradski stadion Subotica nema UEFA licencu.
- 35 Igrano u Baku na stadionu Tofik Bakhramov jer Qarabağov Olimpijski stadion Guzanli nema UEFA licencu.
- 36 Igrano u Jūrmali na Slokas Stadionu jer Jelgavin Ozolnieku Stadions nema UEFA licencu.
- 37 Igrano u Tallinnu na A. Le Coq Areni jer Sillamäe Kalevov Sillamäe Kalevi Stadion nema UEFA licencu.
- 38 Igrano u Kišinjevu na Zimbru Stadionu jer Dacijin Stadion Dinamo nema UEFA licencu.
- 39 Igrano u Tiraspolu na stadionu Sheriff jer Iskra-Stalov stadion Orăşenesc nema UEFA licencu.
- 40 Igrano u Tirana na stadionu Qemal Stafa jer Tiranin stadion Selman Stërmasi nema UEFA licencu.
- 41 Igrano u Dugopolju na stadionu Hrvatski vitezovi jer Šibenikov stadion Šubićevac nema UEFA licencu.
- 42 Igrano u Toftiru na Svangaskarðu jer Víkingurov stadion Serpugerði nema UEFA licencu.
- 43 Igrano u Wrexhamu na Racecourse Groundu jer Bangor Cityjev Farrar Road Stadium nema UEFA licencu.
- 44 Igrano u Dublinu na Dalymount Parku jer Sporting Fingalov Morton Stadium nema UEFA licencu.

## Treće pretkolo
| Prva momčad           | Rez.       | Druga momčad            | 1. ut. | 2. ut.    |
| --------------------- | ---------- | ----------------------- | ------ | --------- |
| Odense                | 5:3        | Zrinjski                | 5:3    | 0:0       |
| Dnepr Mogilev         | 3:1        | Baník Ostrava           | 1:0    | 2:1       |
| Rabotnički            | 0:4        | Liverpool               | 0:2    | 0:2       |
| Marítimo              | 10:3       | Bangor City             | 8:2    | 2:1       |
| Beroe Stara Zagora    | 1:4        | Rapid Wien              | 1:1    | 0:3       |
| MYPA                  | 4:5        | Temišvar                | 1:2    | 3:3       |
| CSKA Sofija           | 5:1        | Cliftonville            | 3:0    | 2:1       |
| Karpati Lvov          | 2:0        | Zestaponi               | 1:0    | 1:0       |
| Shamrock Rovers       | 0:3        | Juventus                | 0:2    | 0:1       |
| IF Elfsborg           | 7:1        | Teteks                  | 5:0    | 2:1       |
| Nordsjælland          | 1:3        | Sporting CP             | 0:1    | 1:2       |
| Maribor               | 6:2        | Hibernian               | 3:0    | 3:2       |
| Crvena zvezda         | 2:3        | Slovan Bratislava       | 1:2    | 1:1       |
| Inter Turku           | 3:8        | Genk                    | 1:5    | 2:3       |
| Ruch Chorzów          | 1:6        | Austria Wien            | 1:3    | 0:3       |
| Viktoria Plzeň        | 1:4        | Beşiktaş                | 1:1    | 0:3       |
| Olympiacos            | 2:2(g)     | Maccabi Tel Aviv        | 2:1    | 0:1       |
| Wisła Kraków          | 2:4        | Qarabağ                 | 0:1    | 2:3       |
| Sturm Graz            | 3:1        | Dinamo Tbilisi          | 2:0    | 1:1       |
| Cercle Brugge         | 2:3        | Anorthosis              | 1:0    | 1:3       |
| Budućnost Podgorica   | 1:3        | Brøndby                 | 1:2    | 0:1       |
| Molde                 | 4:5        | Stuttgart               | 2:3    | 2:2       |
| Maccabi Haifa         | 2:3        | Dinamo Minsk            | 1:0    | 1:3       |
| Utrecht               | 4:1        | Luzern                  | 1:0    | 3:1       |
| Sibir Novosibirsk     | 2:2(g)     | Apollon                 | 1:0    | 1:2       |
| Randers               | 3:4        | Lausanne-Sport          | 2:3    | 1:1       |
| Dinamo Bukurešt       | 3:4        | Hajduk Split            | 3:1    | 0:3       |
| AZ                    | 2:1        | IFK Göteborg            | 2:0    | 0:1       |
| Spartak Zlatibor Voda | 2:3        | Dnjipro Dnjipropetrovsk | 2:1    | 0:2       |
| Győri ETO             | 1:1 (4:3p) | Montpellier             | 0:1    | 1:0 (pr.) |
| Aalesund              | 1:4        | Motherwell              | 1:1    | 0:3       |
| Kalmar FF             | 3:6        | Levski Sofija           | 1:1    | 2:5       |
| Galatasaray           | 7:3        | OFK Beograd             | 2:2    | 5:1       |
| Jagiellonia Białystok | 3:4        | Aris                    | 1:2    | 2:2       |
| APOEL                 | 4:1        | Jablonec                | 1:0    | 3:1       |

### Prve utakmice
| 27. srpnja 2010. 18:00                 |             |              |                                                                            |
| CSKA Sofija                            | 3 : 0       | Cliftonville | Nacionalni stadion Vasil Levski, Sofija45 Sudac: Gediminas Mažeika (Litva) |
| Vidanov 9' Marquinhos 72' Trifonov 74' | (izvještaj) |              | Nacionalni stadion Vasil Levski, Sofija45 Sudac: Gediminas Mažeika (Litva) |

| 29. srpnja 2010. 14:00 |             |         |                                                                                   |
| Sibir Novosibirsk      | 1 : 0       | Apollon | Stadion Spartak, Novosibirsk Broj gledatelja: 10 000 Sudac: Libor Kovarik (Češka) |
| Medvedev 74'           | (izvještaj) |         | Stadion Spartak, Novosibirsk Broj gledatelja: 10 000 Sudac: Libor Kovarik (Češka) |

| 29. srpnja 2010. 17:30        |             |                         |                                                                 |
| Spartak Zlatibor Voda         | 2 : 1       | Dnjipro Dnjipropetrovsk | Stadion Karađorđe, Vojvodina46 Sudac: Andre Marriner (Engleska) |
| Torbica 16' (pen.) 90' (pen.) | (izvještaj) | Kravchenko 23'          | Stadion Karađorđe, Vojvodina46 Sudac: Andre Marriner (Engleska) |

| 29. srpnja 2010. 18:00 |             |                      |                                                                      |
| Beroe Stara Zagora     | 1 : 1       | Rapid Wien           | Stadion Georgi Asparuhov, Sofija47 Sudac: Hubert Siejewicz (Poljska) |
| Zlatinov 85'           | (izvještaj) | Hofmann 45+1' (pen.) | Stadion Georgi Asparuhov, Sofija47 Sudac: Hubert Siejewicz (Poljska) |

| 29. srpnja 2010. 18:00 |             |               |                                                        |
| Dnepr Mogilev          | 1 : 0       | Baník Ostrava | Stadion Spartak, Mogilev Sudac: Robert Malek (Poljska) |
| Zenkovich 63'          | (izvještaj) |               | Stadion Spartak, Mogilev Sudac: Robert Malek (Poljska) |

| 29. srpnja 2010. 18:00 |             |                      |                                                     |
| MYPA                   | 1 : 2       | Temišvar             | Saviniemi, Anjalankoski Sudac: David Mckeon (Irska) |
| Ricketts 50'           | (izvještaj) | Tameş 34' Axente 74' | Saviniemi, Anjalankoski Sudac: David Mckeon (Irska) |

| 29. srpnja 2010. 18:00 |             |                                                     |                                                     |
| Inter Turku            | 1 : 5       | Genk                                                | Veritas Stadion, Turku Sudac: Radek Prihoda (Češka) |
| Grot 53'               | (izvještaj) | De Bruyne 16' Ogunjimi 43' Barda 60' Vossen 77' 85' | Veritas Stadion, Turku Sudac: Radek Prihoda (Češka) |

| 29. srpnja 2010. 18:00 |             |                            |                                                                                    |
| Ruch Chorzów           | 1 : 3       | Austria Wien               | Stadion Miejski, Chorzów Broj gledatelja: 8 000 Sudac: Michael Koukoulakis (Grčka) |
| Pulkowski 4'           | (izvještaj) | Linz 8' Hlinka 43' Jun 73' | Stadion Miejski, Chorzów Broj gledatelja: 8 000 Sudac: Michael Koukoulakis (Grčka) |

| 29. srpnja 2010. 18:15 |             |           |                                                           |
| Karpati Lvov           | 1 : 0       | Zestaponi | Stadion Ukraina, Lavov Sudac: Lars Chritoffersen (Danska) |
| Khudobyak 6'           | (izvještaj) |           | Stadion Ukraina, Lavov Sudac: Lars Chritoffersen (Danska) |

| 29. srpnja 2010. 18:30 |             |                                    |                                                     |
| Molde                  | 2 : 3       | Stuttgart                          | Aker Stadion, Molde Sudac: Bas Nijhuis (Nizozemska) |
| Moström 65' Hoseth 76' | (izvještaj) | Rudy 27' Kuzmanović 74' Harnik 82' | Aker Stadion, Molde Sudac: Bas Nijhuis (Nizozemska) |

| 29. srpnja 2010. 18:30                                     |             |        |                                                        |
| IF Elfsborg                                                | 5 : 0       | Teteks | Borås Arena, Borås Sudac: Stanislav Todorov (Bugarska) |
| Ishizaki 29' Svensson 50' Avdic 57' Nordmark 66' Keene 77' | (izvještaj) |        | Borås Arena, Borås Sudac: Stanislav Todorov (Bugarska) |

| 29. srpnja 2010. 18:45 |             |        |                                                              |
| Utrecht                | 1 : 0       | Luzern | Stadion Galgenwaard, Utrecht Sudac: Peter Rasmussen (Danska) |
| Mertens 35'            | (izvještaj) |        | Stadion Galgenwaard, Utrecht Sudac: Peter Rasmussen (Danska) |

| 29. srpnja 2010. 19:00 |             |                               |                                                                    |
| Randers                | 2 : 3       | Lausanne-Sport                | Essex Park Randers, Randers Sudac: Ovidiu Alin Hategan (Rumunjska) |
| Movsisyan 7' 81'       | (izvještaj) | Steuble 41' Silvio 62' (pen.) | Essex Park Randers, Randers Sudac: Ovidiu Alin Hategan (Rumunjska) |

| 29. srpnja 2010. 19:00 |             |            |                                                                  |
| Aalesund               | 1 : 1       | Motherwell | Color Line Stadion, Ålesund Sudac: Albert Toussaint (Luksemburg) |
| Mathisen 90+3' (pen.)  | (izvještaj) | Murphy 48' | Color Line Stadion, Ålesund Sudac: Albert Toussaint (Luksemburg) |

| 29. srpnja 2010. 19:00 |             |          |                                                                              |
| APOEL                  | 1 : 0       | Jablonec | GSP Stadion, Nikozija Broj gledatelja: 13 978 Sudac: Simon Lee Evans (Wales) |
| Solari 55'             | (izvještaj) |          | GSP Stadion, Nikozija Broj gledatelja: 13 978 Sudac: Simon Lee Evans (Wales) |

| 29. srpnja 2010. 19:10                                  |             |                                  |                                                   |
| Odense                                                  | 5 : 3       | Zrinjski                         | TRE-FOR Park, Odense Sudac: Euan Norris (Škotska) |
| Gislason 16' Absalonsen 23' Utaka 31' 60' Andreasen 37' | (izvještaj) | Zadro 15' 71' Zizovic 65' (pen.) | TRE-FOR Park, Odense Sudac: Euan Norris (Škotska) |

| 29. srpnja 2010. 19:30 |             |               |                                                       |
| Kalmar FF              | 1 : 1       | Levski Sofija | Fredriksskans, Kalmar Sudac: Boško Jovanetić (Srbija) |
| Dauda 83'              | (izvještaj) | Joãozinho 28' | Fredriksskans, Kalmar Sudac: Boško Jovanetić (Srbija) |

| 29. srpnja 2010. 19:45 |             |              |                                                               |
| Maccabi Haifa          | 1 : 0       | Dinamo Minsk | Stadion Kiryat Eliezer, Haifa Sudac: Daniele Orsato (Italija) |
| Dvalishvili 30'        | (izvještaj) |              | Stadion Kiryat Eliezer, Haifa Sudac: Daniele Orsato (Italija) |

| 29. srpnja 2010. 20:00 |             |             |                                                                               |
| Wisła Kraków           | 0 : 1       | Qarabağ     | Suche Stawy, Krakov Broj gledatelja: 4 200 Sudac: Tom Harald Hagen (Norveška) |
|                        | (izvještaj) | Nadyrov 69' | Suche Stawy, Krakov Broj gledatelja: 4 200 Sudac: Tom Harald Hagen (Norveška) |

| 29. srpnja 2010. 20:00 |             |            |                                                    |
| Cercle Brugge          | 1 : 0       | Anorthosis | Stadion Jan Breydel, Brugge Broj gledatelja: 4 672 |
| Foley 68'              | (izvještaj) |            | Stadion Jan Breydel, Brugge Broj gledatelja: 4 672 |

| 29. srpnja 2010. 20:00               |             |              |                                                          |
| Dinamo Bukurešt                      | 3 : 1       | Hajduk Split | Stadionul Dinamo, Bukurešt Sudac: Lee Probert (Engleska) |
| Cristea 6' (pen.) Garat 40' Kone 70' | (izvještaj) | Tomasov 64'  | Stadionul Dinamo, Bukurešt Sudac: Lee Probert (Engleska) |

| 29. srpnja 2010. 20:00 |             |                      |                                                                   |
| Galatasaray            | 2 : 2       | OFK Beograd          | Stadion Ali Sami Yen, Istanbul Sudac: Nicolai Vollquartz (Danska) |
| Arda 26' 76'           | (izvještaj) | Krstic 80' Injac 86' | Stadion Ali Sami Yen, Istanbul Sudac: Nicolai Vollquartz (Danska) |

| 29. srpnja 2010. 20:30 |             |              |                                                     |
| Nordsjælland           | 0 : 1       | Sporting CP  | Farum Park, Farum Sudac: Stanislav Sukhina (Rusija) |
|                        | (izvještaj) | Vukčević 24' | Farum Park, Farum Sudac: Stanislav Sukhina (Rusija) |

| 29. srpnja 2010. 20:30     |             |           |                                                                                        |
| Maribor                    | 3 : 0       | Hibernian | Stadion Ljudski vrt, Maribor Broj gledatelja: 9 200 Sudac: Martin Ingvarsson (Švedska) |
| Iličič 31' 51' Tavares 60' | (izvještaj) |           | Stadion Ljudski vrt, Maribor Broj gledatelja: 9 200 Sudac: Martin Ingvarsson (Švedska) |

| 29. srpnja 2010. 20:30 |             |                      |                                                        |
| Crvena zvezda          | 1 : 2       | Slovan Bratislava    | Stadion Crvena zvezda, Beograd Broj gledatelja: 40 826 |
| Trifunović 63'         | (izvještaj) | Ivana 43' Salata 66' | Stadion Crvena zvezda, Beograd Broj gledatelja: 40 826 |

| 29. srpnja 2010. 20:30 |             |                    |                                                              |
| Viktoria Plzeň         | 1 : 1       | Beşiktaş           | Generali Arena, Prag48 Sudac: Carlos Clos Gómez (Španjolska) |
| Limbersky 28'          | (izvještaj) | Delgado 45' (pen.) | Generali Arena, Prag48 Sudac: Carlos Clos Gómez (Španjolska) |

| 29. srpnja 2010. 20:30  |             |                       |                                                               |
| Olympiacos              | 2 : 1       | Maccabi Tel Aviv      | Stadion Karaiskakis, Piraeus Sudac: Dougie McDonald (Škotska) |
| Zairi 67' Rommedahl 73' | (izvještaj) | Medunjanin 18' (pen.) | Stadion Karaiskakis, Piraeus Sudac: Dougie McDonald (Škotska) |

| 29. srpnja 2010. 20:30    |             |                |                                                 |
| Sturm Graz                | 2 : 0       | Dinamo Tbilisi | UPC-Arena, Graz Sudac: Hannes Kaasik (Estonija) |
| Feldhofer 49' Kienast 59' | (izvještaj) |                | UPC-Arena, Graz Sudac: Hannes Kaasik (Estonija) |

| 29. srpnja 2010. 20:30 |             |             |                                                                      |
| Győri ETO              | 0 : 1       | Montpellier | ETO Park, Győr Broj gledatelja: 7 000 Sudac: Marcin Borski (Poljska) |
|                        | (izvještaj) | Giroud 32'  | ETO Park, Győr Broj gledatelja: 7 000 Sudac: Marcin Borski (Poljska) |

| 29. srpnja 2010. 20:45                                          |             |                     |                                                                |
| Marítimo                                                        | 8 : 2       | Bangor City         | Estádio da Madeira, Funchal49 Sudac: Oliver Drachta (Austrija) |
| Tchô 33' 79' Danilo 38' 75' Baba 51' 78' Kanú 80' Fidélis 90+1' | (izvještaj) | Ward 73' Jebb 90+4' | Estádio da Madeira, Funchal49 Sudac: Oliver Drachta (Austrija) |

| 29. srpnja 2010. 20:45 |             |               |                                                                       |
| Shamrock Rovers        | 0 : 2       | Juventus      | Tallaght Stadium, Dublin Sudac: David Fernández Borbalán (Španjolska) |
|                        | (izvještaj) | Amauri 3' 75' | Tallaght Stadium, Dublin Sudac: David Fernández Borbalán (Španjolska) |

| 29. srpnja 2010. 20:45     |             |              |                                                                    |
| AZ                         | 2 : 0       | IFK Göteborg | AZ Stadion, Alkmaar Sudac: Fernando Teixeira Vitienes (Španjolska) |
| Klavan 52' Gudmundsson 55' | (izvještaj) |              | AZ Stadion, Alkmaar Sudac: Fernando Teixeira Vitienes (Španjolska) |

| 29. srpnja 2010. 20:45 |             |                    |                                                                                    |
| Jagiellonia Białystok  | 1 : 2       | Aris               | Stadion Miejski, Białystok Broj gledatelja: 5 100 Sudac: Espen Berntsen (Norveška) |
| Grzyb 24'              | (izvještaj) | Calvo 4' (pen.) 8' | Stadion Miejski, Białystok Broj gledatelja: 5 100 Sudac: Espen Berntsen (Norveška) |

| 29. srpnja 2010. 20:45 |             |              |                                                                                 |
| Rabotnički             | 0 : 2       | Liverpool    | Philip II Arena, Skopje Broj gledatelja: 22 000 Sudac: Antonio Damato (Italija) |
|                        | (izvještaj) | Ngog 17' 59' | Philip II Arena, Skopje Broj gledatelja: 22 000 Sudac: Antonio Damato (Italija) |

| 29. srpnja 2010. 21:00 |             |                               |                                                                     |
| Budućnost Podgorica    | 1 : 2       | Brøndby                       | Stadion Pod Goricom, Podgorica Sudac: Richard Liesveld (Nizozemska) |
| Beciraj 90+3'          | (izvještaj) | Adamović 73' (ag.) Jensen 87' | Stadion Pod Goricom, Podgorica Sudac: Richard Liesveld (Nizozemska) |

Bilješke
- 45 Igrano u Sofiji na Nacionalnom stadionu Vasil Levski jer je CSKA Sofijin stadion Balgarska Armiya zatvoren zbog izgradnje novog stadiona.
- 46 Igrano u Vojvodini na stadionu Karađorđe jer Spartak Zlatibor Vodin Gradski stadion Subotica nema UEFA licencu.
- 47 Igrano u Sofiji na stadionu Georgi Asparuhov jer Beroe Stara Zagorin stadion Beroe nema UEFA licencu.
- 48 Igrano u Pragu na Generali Areni jer Viktoria Plzeňov Stadion města Plzně nema UEFA licencu.
- 49 Igrano u Funchalu na Estádio da Madeiri jer je Marítimov Estádio dos Barreiros pod renovacijom.

### Uzvratne utakmice
| 3. kolovoza 2010. 18:00   |             |                    |                                                                                     |
| Rapid Wien                | 3 : 0       | Beroe Stara Zagora | Gerhard Hanappi Stadion, Beč Broj gledatelja: 11 700 Sudac: Menashe Masiah (Izrael) |
| Jelavić 5' 60' Katzer 71' | (izvještaj) |                    | Gerhard Hanappi Stadion, Beč Broj gledatelja: 11 700 Sudac: Menashe Masiah (Izrael) |

| 5. kolovoza 2010. 17:00 |             |                         |                                                                          |
| Teteks                  | 1 : 2       | IF Elfsborg             | Philip II Arena, Skopje50 Broj gledatelja: 700 Sudac: Marco Borg (Malta) |
| Stojanovski 31'         | (izvještaj) | Kurbegović 43' Jawo 56' | Philip II Arena, Skopje50 Broj gledatelja: 700 Sudac: Marco Borg (Malta) |

| 5. kolovoza 2010. 17:00 |             |                                                          |                                                                                       |
| OFK Beograd             | 1 : 5       | Galatasaray                                              | Omladinski stadion, Beograd Broj gledatelja: 6 000 Sudac: Daniel Stalhammar (Švedska) |
| Nikolić 32'             | (izvještaj) | Sarp 12' Kewell 22' 57' (pen.) Arda Turan 71' Batdal 81' | Omladinski stadion, Beograd Broj gledatelja: 6 000 Sudac: Daniel Stalhammar (Švedska) |

| 5. kolovoza 2010. 18:00 |             |                                    |                                                                        |
| Baník Ostrava           | 1 : 2       | Dnepr Mogilev                      | Bazaly, Ostrava Broj gledatelja: 4 812 Sudac: Leontios Trattou (Cipar) |
| Řezník 26'              | (izvještaj) | Yurchenko 24' (pen.) Zenkovich 70' | Bazaly, Ostrava Broj gledatelja: 4 812 Sudac: Leontios Trattou (Cipar) |

| 5. kolovoza 2010. 18:00 |             |                |                                                                                            |
| Zestaponi               | 0 : 157     | Karpati Lvov   | Stadion David Abashidze, Zestafoni Broj gledatelja: 4 558 Sudac: Tommy Skjerven (Norveška) |
|                         | (izvještaj) | Kozhanov 90+1' | Stadion David Abashidze, Zestafoni Broj gledatelja: 4 558 Sudac: Tommy Skjerven (Norveška) |

| 5. kolovoza 2010. 18:00              |             |                        |                                                                                         |
| Qarabağ                              | 3 : 2       | Wisła Kraków           | Stadion Tofik Bakhramov, Baku51 Broj gledatelja: 32 000 Sudac: Bülent Yıldırım (Turska) |
| Ismayilov 28' Aliyev 33' Sadyqov 35' | (izvještaj) | Brożek 56' Boguski 88' | Stadion Tofik Bakhramov, Baku51 Broj gledatelja: 32 000 Sudac: Bülent Yıldırım (Turska) |

| 5. kolovoza 2010. 18:00          |             |                 |                                                                                  |
| Dinamo Minsk                     | 3 : 1       | Maccabi Haifa   | Stadion Dinamo, Minsk Broj gledatelja: 5 000 Sudac: Hervé Piccirillo (Francuska) |
| Strakhanovic 35' Putsila 54' 90' | (izvještaj) | Dvalishvili 27' | Stadion Dinamo, Minsk Broj gledatelja: 5 000 Sudac: Hervé Piccirillo (Francuska) |

| 5. kolovoza 2010. 18:30 |             |                      |                                                                                       |
| Dinamo Tbilisi          | 1 : 1       | Sturm Graz           | Stadion Boris Paichadze, Tbilisi Broj gledatelja: 8 500 Sudac: Milorad Mažic (Srbija) |
| Robertinho 11'          | (izvještaj) | Muratović 40' (pen.) | Stadion Boris Paichadze, Tbilisi Broj gledatelja: 8 500 Sudac: Milorad Mažic (Srbija) |

| 5. kolovoza 2010. 19:00 |             |               |                                                                    |
| Anorthosis              | 3 : 1       | Cercle Brugge | Stadion Antonis Papadopoulos, Larnaca Sudac: Matej Jug (Slovenija) |
| Cafú 45+1' 60' 87'      | (izvještaj) | Owusu 78'     | Stadion Antonis Papadopoulos, Larnaca Sudac: Matej Jug (Slovenija) |

| 5. kolovoza 2010. 19:00 |             |                   |                                                         |
| Apollon                 | 2 : 1       | Sibir Novosibirsk | Tsirion Stadium, Limassol Sudac: Zsolt Szabo (Mađarska) |
| Semedo 12' Núñez 71'    | (izvještaj) | Shevchenko 63'    | Tsirion Stadium, Limassol Sudac: Zsolt Szabo (Mađarska) |

| 5. kolovoza 2010. 19:00 |             |    |                                                               |
| IFK Göteborg            | 1 : 0       | AZ | Gamla Ullevi, Gothenburg Sudac: Claudio Circhetta (Švicarska) |
| Selakovic 67'           | (izvještaj) |    | Gamla Ullevi, Gothenburg Sudac: Claudio Circhetta (Švicarska) |

| 5. kolovoza 2010. 19:00 |             |                       |                                                                  |
| Dnjipro Dnjipropetrovsk | 2 : 0       | Spartak Zlatibor Voda | Dnjipro Arena, Dnjipropetrovsk Sudac: Stephan Studer (Švicarska) |
| Seleznyov 45' Holek 48' | (izvještaj) |                       | Dnjipro Arena, Dnjipropetrovsk Sudac: Stephan Studer (Švicarska) |

| 5. kolovoza 2010. 19:30            |             |                             |                                                                       |
| Temišvar                           | 3 : 3       | MYPA                        | Stadionul Dan Păltinişanu, Temišvar Sudac: Artyom Kuchin (Kazakhstan) |
| Axente 53' Zicu 80' Čišovský 90+2' | (izvještaj) | Äijälä 18' Ricketts 20' 25' | Stadionul Dan Păltinişanu, Temišvar Sudac: Artyom Kuchin (Kazakhstan) |

| 5. kolovoza 2010. 19:30 |             |                     |                                                         |
| Brøndby                 | 1 : 0       | Budućnost Podgorica | Stadion Brøndby, Brøndby Sudac: Duarte Gomes (Portugal) |
| Jallow 11'              | (izvještaj) |                     | Stadion Brøndby, Brøndby Sudac: Duarte Gomes (Portugal) |

| 5. kolovoza 2010. 19:30 |             |               | |
| Lausanne-Sport          | 1 : 1       | Randers       | Stade Olympique de la Pontaise, Lausanne Broj gledatelja: 8 150 Sudac: Alan Black (Sjeverna Irska) |
| Tosi 68'                | (izvještaj) | Movsisyan 49' | Stade Olympique de la Pontaise, Lausanne Broj gledatelja: 8 150 Sudac: Alan Black (Sjeverna Irska) |

| 5. kolovoza 2010. 19:45 |             |                                               |                                                                                   |
| Luzern                  | 1 : 3       | Utrecht                                       | Letzigrund, Zürich52 Broj gledatelja: 7 100 Sudac: Aleksei Kulbakov (Bjelorusija) |
| Pacar 53'               | (izvještaj) | Asare 13' van Wolfswinkel 22' Silberbauer 28' | Letzigrund, Zürich52 Broj gledatelja: 7 100 Sudac: Aleksei Kulbakov (Bjelorusija) |

| 5. kolovoza 2010. 19:45                      |             |                            |                                                                    |
| Levski Sofija                                | 5 : 2       | Kalmar FF                  | Stadion Georgi Asparuhov, Sofija Sudac: Antony Gautier (Francuska) |
| Dembélé 12' 70' Mladenov 33' Isa 90+1' 90+2' | (izvještaj) | Johansson 82' Eriksson 84' | Stadion Georgi Asparuhov, Sofija Sudac: Antony Gautier (Francuska) |

| 5. kolovoza 2010. 19:45 |             |                       | |
| Aris                    | 2 : 2       | Jagiellonia Białystok | Stadion Kleanthis Vikelidis, Thessaloniki Broj gledatelja: 19 000 Sudac: Alexandru Deaconu (Rumunjska) |
| Cesarec 19' 75' (pen.)  | (izvještaj) | Burkhardt 25' 66'     | Stadion Kleanthis Vikelidis, Thessaloniki Broj gledatelja: 19 000 Sudac: Alexandru Deaconu (Rumunjska) |

| 5. kolovoza 2010. 20:00                      |             |                 |                                                   |
| Genk                                         | 3 : 2       | Inter Turku     | Cristal Arena, Genk Sudac: Fırat Aydınus (Turska) |
| Ogunjimi 24' Tozser 80' (pen.) Huysegems 85' | (izvještaj) | Antunez 35' 90' | Cristal Arena, Genk Sudac: Fırat Aydınus (Turska) |

| 5. kolovoza 2010. 20:00              |             |                |                                                                  |
| Beşiktaş                             | 3 : 0       | Viktoria Plzeň | BJK İnönü Stadyumu, Istanbul Sudac: Jérome Efong Nzolo (Belgija) |
| Quaresma 38' Delgado 57' Holosko 71' | (izvještaj) |                | BJK İnönü Stadyumu, Istanbul Sudac: Jérome Efong Nzolo (Belgija) |

| 5. kolovoza 2010. 20:00 |             |            |                                                                                  |
| Maccabi Tel Aviv        | 1 : 0       | Olympiacos | Bloomfield Stadium, Tel Aviv Broj gledatelja: 13 000 Sudac: Luca Banti (Italija) |
| Colautti 42'            | (izvještaj) |            | Bloomfield Stadium, Tel Aviv Broj gledatelja: 13 000 Sudac: Luca Banti (Italija) |

| 5. kolovoza 2010. 20:00 |             |                                              |                                                                                          |
| Jablonec                | 1 : 3       | APOEL                                        | Stadion Střelnice, Jablonec nad Nisou Broj gledatelja: 3 622 Sudac: Tony Asumaa (Finska) |
| Pavlík 33'              | (izvještaj) | Paulo Jorge 24' Charalambides 28' Solari 37' | Stadion Střelnice, Jablonec nad Nisou Broj gledatelja: 3 622 Sudac: Tony Asumaa (Finska) |

| 5. kolovoza 2010. 20:30 |             |                           |                                                              |
| Bangor City             | 1 : 2       | Marítimo                  | Racecourse Ground, Wrexham53 Sudac: Mihaly Fabian (Mađarska) |
| Bull 9'                 | (izvještaj) | Adilson 48' Marquinho 58' | Racecourse Ground, Wrexham53 Sudac: Mihaly Fabian (Mađarska) |

| 5. kolovoza 2010. 20:30 |             |               |                                                                      |
| Slovan Bratislava       | 1 : 1       | Crvena zvezda | Štadión Pasienky, Bratislava54 Sudac: Markus Strömbergsson (Švedska) |
| Đorđević 2' (ag.)       | (izvještaj) | Kadu 73'      | Štadión Pasienky, Bratislava54 Sudac: Markus Strömbergsson (Švedska) |

| 5. kolovoza 2010. 20:30                |             |              |                                                                                    |
| Austria Wien                           | 3 : 0       | Ruch Chorzów | Franz Horr Stadion, Beč Broj gledatelja: 10 000 Sudac: Pol van Boekel (Nizozemska) |
| Klein 4' (pen.) Baumgartlinger 10' 21' | (izvještaj) |              | Franz Horr Stadion, Beč Broj gledatelja: 10 000 Sudac: Pol van Boekel (Nizozemska) |

| 5. kolovoza 2010. 20:30      |             |                            |                                                                                        |
| Stuttgart                    | 2 : 2       | Molde                      | Mercedes-Benz Arena, Stuttgart Broj gledatelja: 11 500 Sudac: Mauro Bergonzi (Italija) |
| Pogrebnyak 55' Gebhart 90+3' | (izvještaj) | Johansson 41' Rindarøy 49' | Mercedes-Benz Arena, Stuttgart Broj gledatelja: 11 500 Sudac: Mauro Bergonzi (Italija) |

| 5. kolovoza 2010. 20:30              |             |                 |                                                        |
| Hajduk Split                         | 3 : 0       | Dinamo Bukurešt | Gradski Stadion, Split Sudac: Carlos Xistra (Portugal) |
| Vukušić 12' Brkljača 23' Tomasov 38' | (izvještaj) |                 | Gradski Stadion, Split Sudac: Carlos Xistra (Portugal) |

| 5. kolovoza 2010. 20:45 |       |                               |                                                          |
| Cliftonville            | 1 : 2 | CSKA Sofija                   | Windsor Park, Belfast55 Sudac: Gediminas Mazeika (Litva) |
| Boyce 42'               |       | Kostadinov 85' Marquinhos 88' | Windsor Park, Belfast55 Sudac: Gediminas Mazeika (Litva) |

| 5. kolovoza 2010. 20:45 |             |                 |                                                                   |
| Juventus                | 1 : 0       | Shamrock Rovers | Stadio Alberto Braglia, Modena56 Sudac: Georgios Daloukas (Grčka) |
| Del Piero 74'           | (izvještaj) |                 | Stadio Alberto Braglia, Modena56 Sudac: Georgios Daloukas (Grčka) |

| 5. kolovoza 2010. 20:45 |             |                                 |                                                                                  |
| Hibernian               | 2 : 3       | Maribor                         | Easter Road, Edinburgh Broj gledatelja: 10 000 Sudac: Clément Turpin (Francuska) |
| de Graaf 54' 89'        | (izvještaj) | Marcos 20' 73' Mezga 67' (pen.) | Easter Road, Edinburgh Broj gledatelja: 10 000 Sudac: Clément Turpin (Francuska) |

| 5. kolovoza 2010. 20:45         |             |          |                                                                             |
| Motherwell                      | 3 : 0       | Aalesund | Fir Park, Motherwell Broj gledatelja: 7 721 Sudac: Richard Trutz (Slovačka) |
| Murphy 3' Jennings 13' Page 89' | (izvještaj) |          | Fir Park, Motherwell Broj gledatelja: 7 721 Sudac: Richard Trutz (Slovačka) |

| 5. kolovoza 2010. 20:45      |             |            |                                                   |
| Liverpool                    | 2 : 0       | Rabotnički | Anfield, Liverpool Sudac: Peter Sippel (Njemačka) |
| N'Gog 22' Gerrard 40' (pen.) | (izvještaj) |            | Anfield, Liverpool Sudac: Peter Sippel (Njemačka) |

| 5. kolovoza 2010. 21:00 |             |        |                                                               |
| Zrinjski                | 0 : 0       | Odense | Stadion pod Bijelim brijegom, Mostar Sudac: Jiri Jech (Češka) |
|                         | (izvještaj) |        | Stadion pod Bijelim brijegom, Mostar Sudac: Jiri Jech (Češka) |

| 5. kolovoza 2010. 21:00 |             |           |                                                                    |
| Montpellier             | 0 : 1 (pr.) | Győri ETO | Stade de la Mosson, Montpellier Sudac: Mattias Gestranius (Finska) |
|                         | (izvještaj) | Babić 40' | Stade de la Mosson, Montpellier Sudac: Mattias Gestranius (Finska) |

|                                     |       | jedanaesterci                           |  |  |
| Spahić Camara Estrada Giroud Armand | 3 : 4 | Babić Aleksidze Pilibaitis Fehér Tokody |  |  |
|                                     |       |                                         |  |  |

| 5. kolovoza 2010. 21:30   |             |              |                                                                                           |
| Sporting CP               | 2 : 1       | Nordsjælland | Estádio José Alvalade, Lisabon Broj gledatelja: 27 000 Sudac: Marijo Strahonja (Hrvatska) |
| Postiga 24' Maniche 90+2' | (izvještaj) | Lawan 79'    | Estádio José Alvalade, Lisabon Broj gledatelja: 27 000 Sudac: Marijo Strahonja (Hrvatska) |

Bilješke
- 50 Igrano u Skopju na Philip II Areni jer Teteksov Gradski stadion Tetovo nema UEFA licencu.
- 51 Igrano u Bakuu na stadionu Tofik Bakhramov jer Qarabağov Olimpijski stadion Guzanli nema UEFA licencu.
- 52 Igrano u Zürichu na Letzigrundu jer Luzernov Stadion Allmend nema UEFA licencu.
- 53 Igrano u Wrexhamu na Racecourse Groundu jer Bangor Cityjev Farrar Road Stadium nema UEFA licencu.
- 54 Igrano u Bratislavi na Štadión Pasienkyju jer je stadion Slovana Bratislave, Tehelné pole pod renovacijom.
- 55 Igrano u Belfastu na Windsor Parku jer Cliftonvillov stadion Solitude nema UEFA licencu.
- 56 Igrano u Modeni na Stadio Alberto Braglia jer je Juventusov Stadio Olimpico di Torino bio domaćin U2 360° Tour koncerta.
- 57 Utakmica je prekinuta u 33. minuti zbog kvara reflektora.